# Cassino
Cassino (AFI: /kasˈsino/, San Germano fino al 1863) è un comune italiano di 34 873 abitanti della provincia di Frosinone nel Lazio. È ubicata sulla via Casilina fra Roma e Napoli. Seconda città della provincia per numero di abitanti, fu per secoli il principale centro della Terra di San Benedetto, aggregato fin dal medioevo alla Terra di Lavoro. Ultima città verso sud della Valle Latina, si sviluppa ai piedi del monte che chiude infatti la valle e su cui sorge la celebre abbazia di Montecassino, lungo un percorso storicamente strategico per le comunicazioni tra il centro e il sud d'Italia. Pressoché totalmente distrutta dai bombardamenti della seconda guerra mondiale e per questo nota anche come la città martire, è stata completamente ricostruita nel dopoguerra.

## Geografia fisica

### Territorio
La città di Cassino è posta nella parte meridionale del Lazio. Il centro è collocato alla base del monte chiamato Montecassino, che si eleva fino a 520 m s.l.m e che segna il confine meridionale della Valle Latina. Montecassino si distacca dal Monte Cairo, nella pianura racchiusa dai fiumi Liri e Rapido. Il monte è costituito da materiale geologico compatto, che non trattiene le acque atmosferiche, che quindi fluiscono in buona parte nella valle dando origine alle sorgenti del fiume Gari che attraversa la città e che, dopo circa un chilometro, nei pressi delle cosiddette Terme varroniane, si congiunge con il Rapido. Poco lontano dal centro cittadino, nel paese di Sant'Apollinare in località Giunture il Gari si versa nel Liri che diventa così il fiume Garigliano; a causa di questa abbondanza di acque, nella piana in passato si trovavano aree paludose. Notevole è l'importanza della collocazione: Cassino si trova nel luogo dove si restringe la valle del Liri, ben collegata al golfo di Gaeta e al parco nazionale d'Abruzzo, Lazio e Molise, da sempre attraversata da importanti strade congiungenti Roma, Napoli e il resto del Sud Italia.

### Clima
- Classificazione climatica: zona C, 1164 GR/G

Le estati sono calde e afose soprattutto nelle ore centrali della giornata, anche se, in questo periodo dell'anno è facile assistere a fenomeni temporaleschi, spesso di breve durata, dovuti allo sviluppo verticale termoconvettivo delle nubi che si originano dai monti (Monte Cairo e Mainarde) e si estendono verso la costa, questi fenomeni tendono ad abbassare la temperatura e ad affievolire la calura estiva. In inverno il clima di Cassino si presenta diverso da quello delle altre pianure della provincia, come media e alta Valle del Liri e Valle del Sacco. Sebbene infatti le temperature minime sotto lo zero siano comunque abbastanza frequenti, le temperature in genere si presentano più miti, specialmente nei valori massimi. La neve è infatti ancora più rara e meno abbondante rispetto al resto della provincia, molto probabilmente perché a sud della città i Monti Aurunci sono più bassi e a sud est vi è presente solo il rilievo di Roccamonfina, i richiami caldi meridionali riescono perciò molto facilmente a risalire la valle e trasformano rapidamente la neve in pioggia o impediscono totalmente la sua caduta. Il motivo di tali differenze tuttavia non è solo da ricercarsi nell'esposizione alle correnti meridionali, ma anche nel fatto che i rilievi di Monte Cairo e la catena delle Mainarde tendono a creare un locale effetto favonico, riscaldando per compressione adiabatica i venti settentrionali e limitando le precipitazioni. Queste caratteristiche orografiche influenzano tutto il clima del territorio da San Vittore del Lazio fino ai vicini centri di Aquino e Castrocielo, dove il clima ritorna rapidamente quello tipico delle aree basso collinari della provincia di Frosinone.
Come esempio più clamoroso e rilevante di tali differenze, si menziona la storica ondata di freddo del febbraio 2012, quando la città registrò solo 3 cm di neve caduta, mentre ad 8 km in linea d'aria, a parità di quota, se ne contavano circa 20 ad Aquino e addirittura più di 60 cm nel capoluogo di provincia.
Tra gli eventi nevosi più importanti degli ultimi anni troviamo: i 10 cm del 16 gennaio 2002, i circa 5 cm del 17 dicembre 2010, i 2/3 cm del 31 dicembre 2014, i 4 cm del 9 febbraio 2015 e i 2 cm del 26 febbraio 2018 (anche in quest'ultimo caso, decisamente importanti le differenze con molte zone della provincia).
In media cadono circa 1000 mm di pioggia annui concentrati specialmente nei mesi autunnali e invernali.

## Origini del nome
La città, in epoca romana, viene chiamata Casinum. Secondo Marco Terenzio Varrone, nel suo De lingua Latina, il toponimo deriva dalla parola osca cascum, dal significato di "antico", ad indicare la remota origine dell'insediamento. Sempre Varrone ricorda infatti l'uso diffuso tra i romani di identificare Cassino come Forum Vetus ("Foro antico"). A causa delle vicende medioevali, non mantenne sempre lo stesso nome: divenne prima Castellum Sancti Petri; poi Eulogimenopoli, ovvero "Città di San Benedetto"; infine "San Germano", originato dalla presenza nella chiesa di San Germano di reliquie del san Germano, vescovo di Capua, venerato dai fedeli. Con l'Unità d'Italia e con atto del 1863, la città prese il nome definitivo di Cassino, la romana Casinum.

## Storia

### La Cassino classica
I primi insediamenti sono sorti nelle caverne della collina, perché nella vallata vi era un bacino lacustre. Sono stati rinvenuti reperti che attestano la presenza umana risalenti al Neolitico; nell'Età del ferro si dovrebbe essere formato uno stanziamento attestato dalla presenza di una necropoli.
L'origine di Cassino è normalmente fatta risalire agli Osci. Tra il VI e il V secolo a.C. i Volsci, un'altra popolazione osco-umbra, sarebbero calati nel Lazio da una zona montagnosa, forse la Sabina e avrebbero occupato l'area; alcune ricerche propongono una presenza volsca già all'VIII sec a.C. Altri studiosi, invece, rifiutano una presenza volsca. Più tardi, prima della conquista romana, la città era ormai in possesso dei Sanniti.
Quando i romani nel 313 a.C. presero il controllo dell'area, fondarono una colonia, Interamna Succasina (o Lirenas), che controllava parte del territorio di Aquino e Cassino. Annibale transitò nell'area durante la seconda guerra punica, ma Casinum rimase fedele a Roma.
In epoca romana l'abitato era collocato presso l'attuale frazione Crocefisso ed era attraversato dall'antica via Latina. Era fortificato da circa 4 km di mura ed era ricco di monumenti, essendo la città agiata. A Casinum eresse una sua villa Marco Terenzio Varrone.
Fu prima praefectura poi municipium e infine colonia a testimonianza del progressivo inserimento nell'ordinamento dell'Urbs. Oltre al passaggio della via Latina, nel territorio di Casinum nasceva una via verso la Valle di Comino, l'Abruzzo, Sora e che infine giungeva a Roma. La città era attorniata da pagi; uno di questi nei secoli è divenuto l'attuale località Sant'Angelo in Theodice.
Apollo era tra le divinità più venerate. L'ubicazione del suo tempio è stata identificata a Montecassino, l'acropoli della città, da Gianfilippo Carettoni, che nel 1940 citava come fonti i Dialoghi di San Gregorio Magno. Tale complesso sorgeva dove oggi è l'abbazia; aveva anche funzione militare: era difeso da una doppia cinta muraria che oggi possiamo ancora ammirare in parte; venne costruita con pesanti pietre sagomate per tenersi insieme a secco e si congiungeva alle fortificazioni cittadine. Tra le altre divinità venerate v'era Deluentinus, dio locale delle acque.
La città era servita da un acquedotto; il "foro", secondo il Carettoni, era collocato esternamente alle mura perché vi si effettuava il mercato dei bovini. Recenti studi propendono, invece, per identificare l'area forense all'interno delle mura urbiche nelle vicinanze del teatro e della cosiddetta porta Campana. Sulle rive del Gari vi erano la Villa di Varrone e le terme, ritratti nel Cinquecento da Francesco da Sangallo, ma oggi molto danneggiati. Ci sono giunti e si possono ammirare in località Crocefisso, l'anfiteatro, edificato su di un declivio naturale e il teatro; la chiesa dedicata al Crocefisso è costruita in quello che fu il cosiddetto sepolcro di Ummidia Quadratilla. Costei, figlia del console Ummidio Durmio Quadrato, apparteneva a una delle famiglie più importanti della città; viene descritta da Plinio il Giovane come una donna ricchissima dal carattere mascolino e dal fisico massiccio; donò alla città un tempio e un anfiteatro.
Nell'area di Cassino esisteva un'associazione dei produttori di olio: l'olio della zona era famoso tanto da essere citato da Macrobio. La qualità della produzione agricola del territorio è sottolineata anche da Marco Porcio Catone. Molto importante era anche l'allevamento di bestiame e la produzione di ceste e funi, data l'abbondanza di materia prima di questi prodotti nei pressi di zone ricche di acque.
La leggenda vuole che san Pietro in persona, transitando per queste terre per raggiungere Roma, predicò per primo il cristianesimo ai cassinati. Quel che è certo è che a Cassino vi fu un'antica comunità di Cristiani, come testimoniano molti martiri.
Dopo la riorganizzazione dell'Italia suburbicaria, Casinum si ritrova nella provincia del Sannio.
Nell'Alto Medioevo, varie incursioni barbariche danneggiarono profondamente Casinum che fu totalmente distrutta dai Longobardi guidati da Zotone.

### L'alto Medioevo cassinate

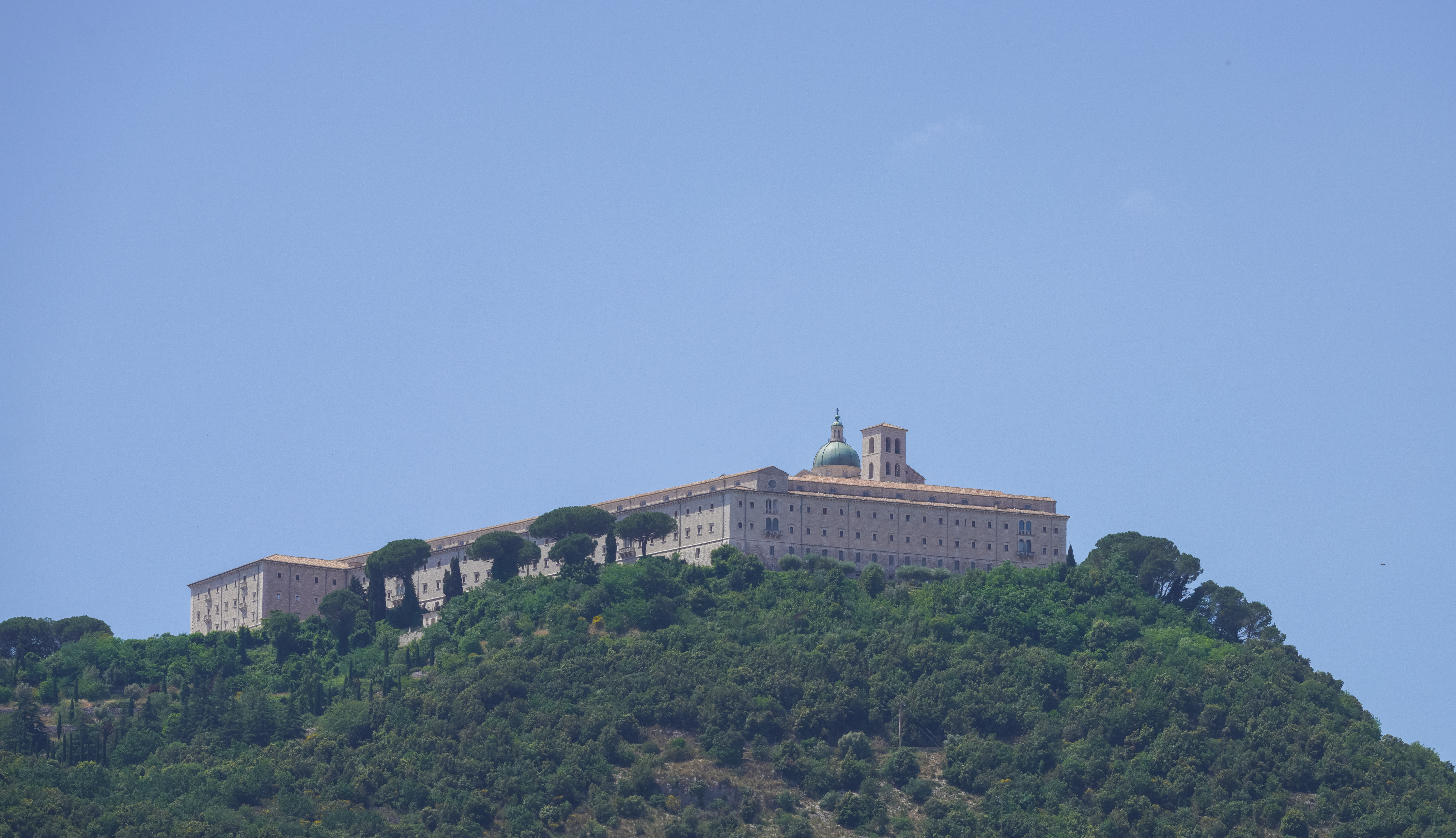
L'abbazia di Montecassino

Non sappiamo molto al riguardo dei primi secoli successivi alla caduta dell'Impero romano per l'esiguità delle fonti scritte; papa Gregorio Magno ci ha tramandato la venuta di San Benedetto fra le rovine dell'acropoli di Casinum. Montecassino fu scelto da San Benedetto da Norcia come luogo per il suo primo convento, luogo di nascita dell'Ordine Benedettino, circa nel 529.
Come spesso è accaduto per le prime istituzioni cristiane, l'abbazia di Montecassino fu costruita su un precedente luogo di culto pagano, l'acropoli fortificata. Cassino all'epoca era una città ancora prevalentemente pagana e da poco aveva subito le devastazioni dei Goti. San Benedetto distrusse l'effigie di Apollo e gli altari pagani, quindi santificò il luogo intitolandolo a san Giovanni Battista. San Benedetto da allora non lasciò mai più Montecassino. Qui scrisse la Regola Benedettina, che divenne il principio fondatore per il monachesimo occidentale. Qui ricevette in visita Totila, re degli Ostrogoti, nel 542 (l'unica data storica conosciuta con certezza della vita di Benedetto) e qui lui morì.
L'abbazia di Monte Cassino divenne un modello per il monachesimo occidentale e uno dei maggiori centri culturali europei per tutto il Medioevo. Dalla popolazione venne eretto un villaggio chiamato Castellum Sancti Petri per via della locale chiesa; era collocato sulle rovine dell'antico foro cittadino che si trovava in pianura e non alle pendici collinari come la città precedente. Sfortunatamente a causa della sua collocazione geografica e della sua posizione protetta, il monastero e, di conseguenza, la città rimasero in tutte le epoche coinvolti in vicende militari. Nel 584 i Longobardi saccheggiarono l'Abbazia e i monaci sopravvissuti fuggirono a Roma, dove rimasero per più di un secolo. Durante questo tempo, le spoglie di San Benedetto furono trasferite: la maggior parte delle sue ossa oggi si troverebbe a Fleury-sur-Loire vicino a Orléans. Nel 718, cambiati gli equilibri politici, i monaci si poterono ristabilire a Montecassino; seguì un periodo florido: vi soggiornarono tra gli altri Paolo Diacono, lo storico dei Longobardi, e re in esilio come il franco Carlomanno, zio di Carlo Magno e il longobardo Rachis. Nel 744, da una donazione del duca longobardo Gisulfo II di Benevento, nacque la Terra Sancti Benedicti, ovvero il dominio feudale abbaziale, che, soggetto all'autorità dell'abate, godette di una certa autonomia più o meno ampia secondo le contingenze storiche, pur continuando a essere parte integrante, in base alla successione statuale, del Ducato di Benevento, del Principato di Capua, del Regno di Sicilia, del Regno di Napoli, del Regno delle Due Sicilie. Così Montecassino divenne il centro di un territorio vasto e strategico attraverso il quale passavano le strade congiungenti il Ducato longobardo di Benevento, le città-stato bizantine della costa (Napoli, Gaeta e Amalfi) e lo Stato della Chiesa più a nord.
Un paio di chilometri più a valle, a nord dell'antica Casinum, vi era un piccolo monastero sulle rive del Rapido. La chiesa del Salvatore fu eretta nel 797 circa per volere dell'abate Gisulfo sulla preesistente chiesetta di San Benedetto; l'imperatore Ludovico II, nell'874, donò alla chiesa una reliquia di san Germano vescovo di Capua, amico fraterno di San Benedetto: per questa ragione divenne successivamente la cattedrale di San Germano. Sempre per effetto di quelle reliquie, tra la gente si diffuse la frase imus ad Sanctum Germanum per significare "andiamo a visitare Santo Germano", una visita devota alle reliquie del santo: in questo periodo da Eulogimenopoli, il nome della città cominciò a trasformarsi in San Germano. La chiesa di Santa Maria delle Cinque Torri era eretta, ai piedi del Colle Janulo, non lontano da quella del Salvatore, ma era su un terreno dove affiorava acqua; il pavimento della chiesa venne rialzato tre volte, per evitare il problema all'interno dell'edificio sacro, ma senza successo; aveva un'originalissima pianta a simmetria centrale con all'interno un colonnato, con quattro torri agli angoli esterni e una più ampia al centro.

La Rocca Janula originale come si presentava prima della seconda guerra mondiale.

Per motivi amministrativi e difensivi, a causa delle scorrerie dei musulmani, l'abate Bertario fondò nuovamente la città ai piedi del Colle Janulo: nei pressi della chiesa del Salvatore fondò Eulogimenopoli, la "Città di San Benedetto". Nell'883, i Saraceni, intenzionati a espandersi nella penisola italiana, saccheggiarono il territorio, distrussero la città, la chiesa del Salvatore e l'abbazia; fecero scempio di cose e di persone, fu ucciso lo stesso abate Bertario e i monaci dovettero abbandonare per lungo tempo l'Abbazia. Alla cacciata degli invasori la città risorse. In questo periodo visse a Monte Cassino lo storico longobardo Erchemperto la cui Historia Langobardorum Beneventanorum è l'opera storica fondamentale del IX secolo per il Mezzogiorno. Nell'abbazia sono conservati i quattro Placiti cassinesi, primi documenti ufficiali scritti in volgare italiano: sono quattro testimonianze giurate, registrate tra il 960 e il 963 e riguardanti le proprietà terriere del monastero. La città divenne il centro amministrativo della Terra di San Benedetto in quanto qui vi alloggiavano e vi operavano gli uomini di governo guidati dall'abate, come l'advocatus, cioè colui che amministrava la giustizia. Gli abitanti partecipavano alle lotte politico-religiose che coinvolgevano l'Abbazia, quindi la città, che prese il nuovo nome di San Germano, venne fortificata e dotata della Rocca Janula, una fortezza posta in posizione sopraelevata.

### Dal basso Medioevo all'Unità d'Italia

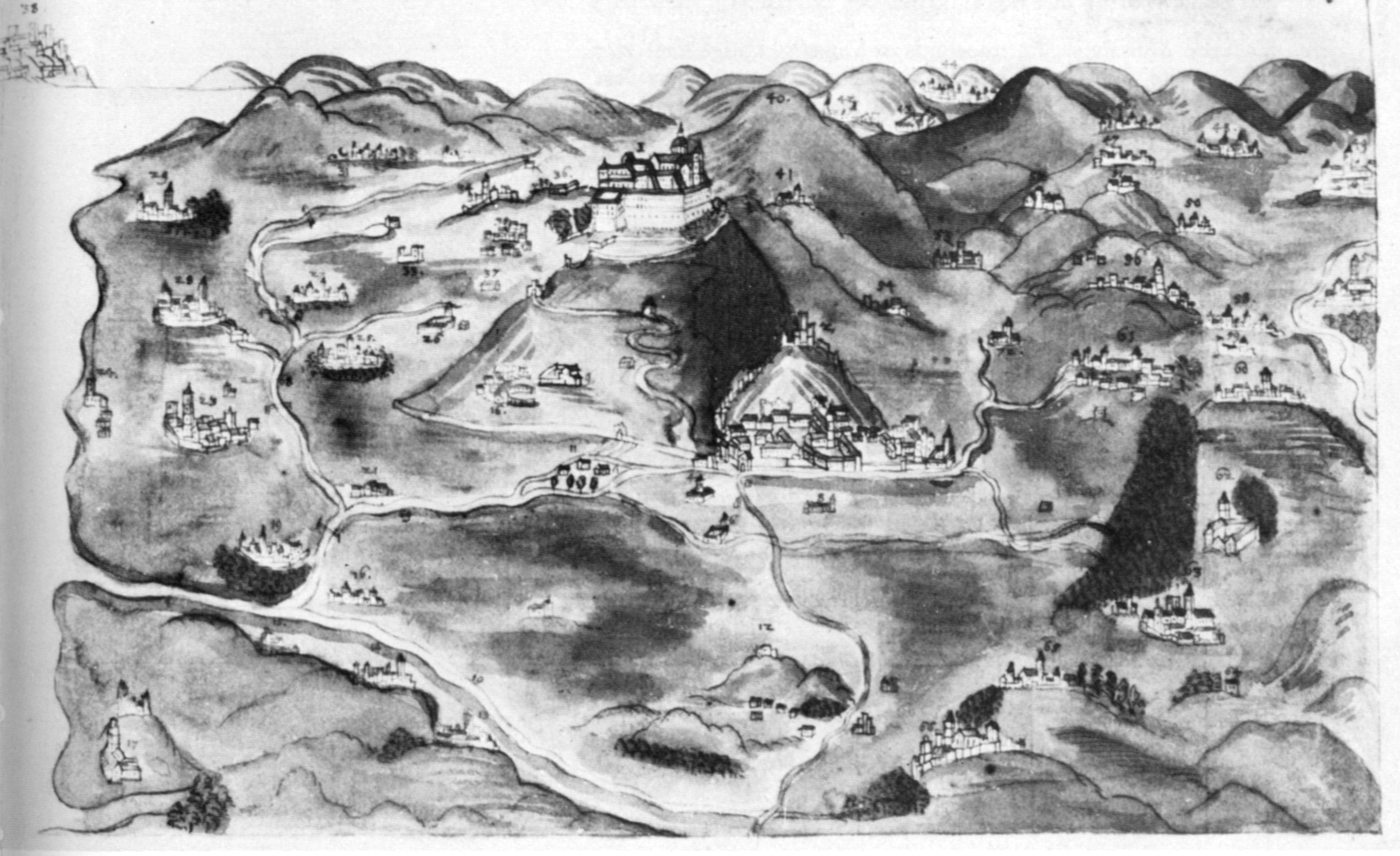
Miniatura della Cassino medievale e dei territori della Terra di San Benedetto.

Montecassino raggiunse l'apice della sua prosperità e potere nell'XI secolo sotto l'abate Desiderio (1058 - 1087), che divenne poi papa con il nome di Vittore III. I monaci divennero più di duecento e i loro manoscritti miniati divennero i più ricercati. Gli edifici dell'abbazia furono riedificati e accresciuti; la Terra di San Benedetto venne organizzata grazie a nuove strutture e insediamenti. Lavorarono alla riedificazione artisti amalfitani, longobardi e bizantini. La ricostruita chiesa abbaziale fu consacrata nel 1071 da papa Alessandro II. Qui venne redatta la Chronica monasterii casinensis di Leone di Ostia e Pietro Diacono e la Historia Normannorum di Amato di Montecassino, maggiore opera storica sui Normanni nell'Italia meridionale. In quel periodo a Cassino vi erano anche un quartiere ebraico e uno greco. In tempi lontani una comunità ebraica si stabilì nel vecchio centro intorno a San Germano. Nell'archivio di Montecassino è documentato, che il luogo della vecchia giudecca, menzionata la prima volta nel 1232, che diede il nome alla Piazza detta "La Giudecca", documentata ancora nel 1730, è identica alla "Piazza o Le Bucciarie", detta anche "Piazza di S. Germano" e inoltre è identica al "Largo Fontana Rosa", presente nella pianta della città anteguerra. Qui, nel centro antico della città, allora in via di sviluppo, sarà stato il nucleo urbano dell'insediamento ebraico. Era presente in città anche una comunità amalfitana composta da commercianti che abitavano nei pressi della Piazza degli Amalfitani.

Mappa della Terra di Lavoro prima dell'Unità d'Italia.

Il potere degli abati fu presto limitato dai Normanni, che governavano il Mezzogiorno e quindi anche la Terra di San Benedetto. Nel 1199, le truppe imperiali assediarono l'abbazia stanziandosi nella città. Molto spesso San Germano si trovò al centro di importanti vicende dei principi Svevi, che limitarono ancora di più il potere dell'abbazia. Il 23 luglio 1230 la città fu luogo della firma della pace tra il papa Gregorio IX e l'imperatore Federico II avvenuta nella chiesa di San Germano. Nell'anfiteatro si asserragliarono trentasei anni dopo gli uomini di Manfredi, tentando di resistere all'invasore angioino.
Il forte terremoto del 1349 sconvolse l'Italia centro-meridionale e colpì anche San Germano il 9 settembre alle ore 9 del mattino. L'epicentro, situato nel distretto sismico di Venafro con un'intensità Mw 6.62 (X grado Mercalli), fece seguito a scosse verificatesi lo stesso giorno presso L'Aquila (Mw 6.46) e nella zona Viterbese-Umbra (Mw 5.91). San Germano posto a circa 20 km dall'epicentro ebbe rase al suolo la maggior parte delle abitazioni poste sulla valle, ma furono in parte risparmiate quelle addossate a Montecassino. Fu danneggiata in modo consistente l'Abbazia. Essa venne riparata nel 1366, grazie alle pressioni di papa Urbano V, che esortò tutti i benedettini a partecipare alla ricostruzione. Nel secolo XIV, da Roma si cercò di separare l'amministrazione della città dal monastero ponendovi un vescovo, ma gli abati riuscirono a mantenere le loro prerogative. Nel 1505 il convento fu congiunto con quello di Santa Giustina di Padova. Nel 1521 si ebbe una rivolta dei cittadini che saccheggiarono l'Abbazia per giorni. Nel 1527 la peste fece strage nell'intero cassinate.

La chiesa di Sant'Antonio in un'immagine d'epoca.

Nei periodi successivi non si svolsero avvenimenti notevoli nel cassinate fino alle guerre napoleoniche. Presso San Germano stanziarono le truppe del Regno di Napoli, pronte a invadere la Repubblica romana. Nel 1799 venne occupata dalle truppe di Napoleone. Anche a San Germano, in quanto parte del Regno di Napoli, si stabilì un'amministrazione filo-napoleonica, ma era vasto il dissenso. Al momento di ritirarsi da Napoli, le truppe francesi devastarono i territori che erano stati occupati dagli oppositori, tra cui anche la città di Cassino. Fra il 15-17 maggio 1815, inoltre, la città fu scenario del cruento scontro finale della guerra austro-napoletana, con la cosiddetta battaglia di San Germano, che si concluse con la vittoria delle truppe austriache. La città diede i natali al filosofo Antonio Labriola nel 1843.

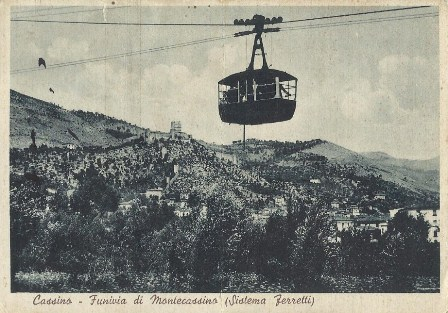
La Funivia di Cassino in una cartolina d'epoca.

### Dall'Unità d'Italia alla seconda guerra mondiale

La cittadina di Cassino sotto i bombardamenti Alleati il 15 marzo 1944

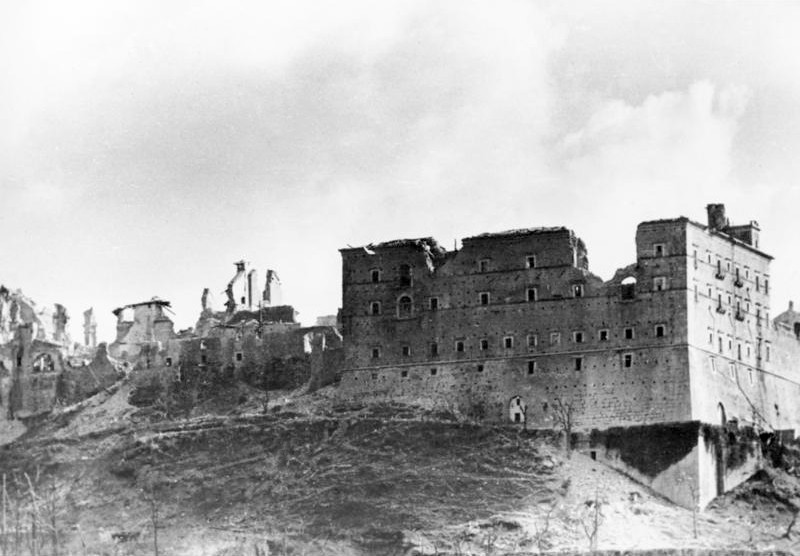
L'abbazia di Montecassino distrutta dai bombardamenti alleati del 1944.

Il consiglio comunale di San Germano stabilì il 23 maggio 1863 che la città tornasse all'antico nome italianizzato Cassino. Nello stesso anno la città fu raggiunta dalla ferrovia. Nel 1866 il nuovo Regno d'Italia incamerò le terre dei monasteri. Andò crescendo il numero di persone che si diedero al brigantaggio, tanto che si arrivò a creare un presidio dell'esercito nella città. Si iniziarono anche i lavori di bonifica per rimuovere il pericolo d'inondazione e delle zone paludose. Cassino fu parte della Provincia di Terra di Lavoro nel Circondario di Sora, fino al 1927 quando venne fondata la Provincia di Frosinone.
Durante la prima guerra mondiale, la città fu sede di un campo di concentramento per militari austro ungarici.

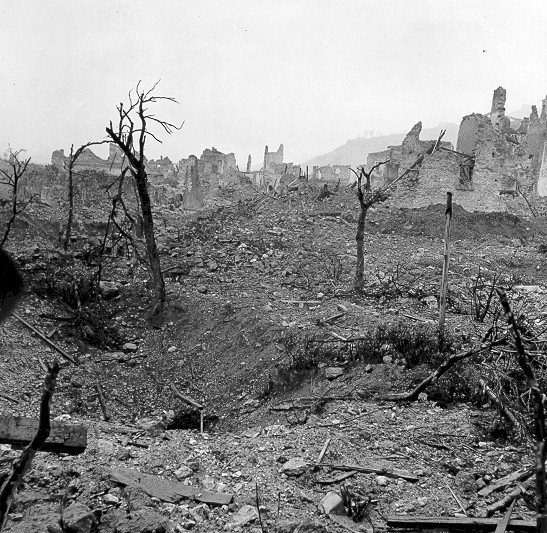
Ruderi della città di Cassino dopo il bombardamento.

Il 21 maggio 1930 fu inaugurata la funivia iniziata l'anno precedente che conduceva dalla città all'abbazia in 7 minuti coprendo un dislivello di oltre 400 m; si trattava del primo impianto del genere realizzato nel Mezzogiorno, nonché quello dotato di maggiore lunghezza di una campata. Nel luglio 1943, durante un volo di addestramento da parte di aerei tedeschi che avevano base presso l'aeroporto di Aquino, un caccia si scontrò con uno dei cavi della funivia, provocandone il distacco e portando alla morte del pilota. L'impianto venne in seguito bombardato assieme alla sottostante città di Cassino. La funivia non fu più ricostruita.
Le quattro battaglie di Cassino (gennaio-maggio 1944) furono tra le più importanti della seconda guerra mondiale. A Cassino, che si trovava sul lato nord della cosiddetta linea Gustav, (linea che tagliava l'Italia dal Tirreno all'Adriatico, fino ad Ortona) erano attestati i tedeschi, che controllavano così le vie d'accesso verso Roma; a sud invece c'erano le truppe alleate intenzionate a risalire la penisola. Il 15 febbraio 1944 fu una delle date più nere: l'abbazia fu rasa al suolo da un pesante bombardamento aereo. Gli alleati, pur sapendo che la stessa Abbazia fosse una postazione strategica non occupata quel giorno dai tedeschi, la bombardarono, uccidendo la popolazione che vi si era rifugiata. Le opere d'arte contenute nell'abbazia furono trasferite a Roma dai tedeschi prima del bombardamento, ma molte scomparvero nel tragitto. Esattamente un mese dopo, il 15 marzo 1944, anche la città fu letteralmente rasa al suolo dai bombardamenti. I cittadini furono in parte sfollati. Quando gli alleati riuscirono a sfondare si contarono 54000 perdite tra gli Alleati e 20000 tra i tedeschi. Su una popolazione di circa 20 000 abitanti, 2 026 civili di Cassino persero la vita durante il conflitto.
Il 18 maggio del 1944 e per le successive cinquant'ore, le truppe franco-marocchine, si macchiarono di un orrendo crimine, lo stupro a danno delle donne giovani e meno giovani della città, tale evento venne denominato "Marocchinate" e ne seguì il film La Ciociara diretto da Vittorio De Sica ed interpretato da Sofia Loren, tratto dal romanzo di Alberto Moravia.

### Dal dopoguerra ad oggi
Le immani perdite subite dagli eserciti impegnati nelle battaglie di Cassino portarono nell'immediato dopoguerra alla realizzazione di tre cimiteri di guerra sul territorio comunale: un cimitero polacco, un cimitero del Commonwealth e un cimitero tedesco.

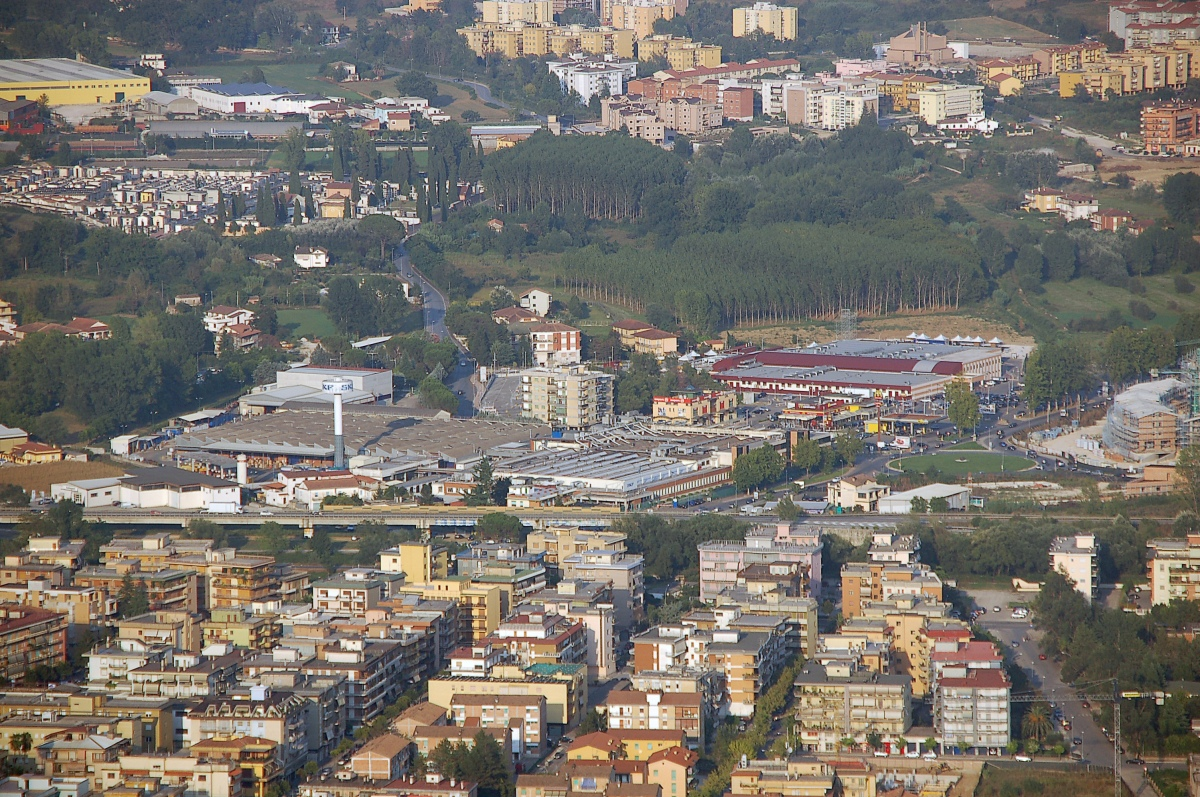
Veduta di Cassino e dell'area della SKF.

La ricostruzione di Cassino fu un periodo estremamente duro, che durò praticamente fino agli anni sessanta; si sviluppò un'epidemia di malaria, ma vi fu anche grande solidarietà da parte del resto d'Italia: i bambini furono ospitati a lungo da famiglie del Nord e vi furono molte elargizioni. Cassino meritò l'appellativo di Città Martire per la pace e la Medaglia d'oro al valor militare.
Il piano di ricostruzione della città fu approvato nel 1946 e realizzato dall'architetto Giuseppe Nicolosi, in collaborazione con gli architetti Concezio Petrucci ed Antonio Gatti. Dalla ricostruzione si crearono le premesse per il processo di trasformazione del sistema produttivo che, negli anni '70, da prevalentemente agricolo divenne industriale e poi terziario. Di fondamentale importanza per la rinascita di Cassino fu la costituzione, nel 1955, della Banca Popolare del Cassinate voluta dall'allora sindaco di Cassino Pier Carlo Restagno. Restagno aveva intuito la voglia di rinascita che animava la città di Cassino e aveva immaginato che una Banca Popolare, amministrata e diretta da persone del posto, poteva essere un prezioso contributo per la ricostruzione e poteva davvero animare la ripresa delle prime iniziative artigianali, commerciali ed imprenditoriali. Un ulteriore elemento propulsivo fu la realizzazione nel 1962 del tratto autostradale Roma-Napoli. Con queste premesse si realizzarono negli anni a venire, importanti insediamenti industriali, come lo stabilimento della SKF e quello della Fiat con il suo indotto, i quali modificarono il tessuto sociale ed economico del cassinate. A ciò va aggiunta, inoltre, la creazione dell'Università degli studi di Cassino e del Lazio Meridionale nel 1979.
Nel frattempo, era stata ricostruita anche l'abbazia, riconsacrata da papa Paolo VI il 30 ottobre 1964. Il pontefice non è stato l'ultimo a far visita alla città. Giovanni Paolo II vi si recò infatti due volte: la prima il 18 maggio 1979 per pregare sulla tomba di san Benedetto e santa Scolastica e per far visita al sacrario militare polacco; la seconda volta l'anno successivo, il 20 settembre 1980, per una visita pastorale a Cassino e Montecassino. Il 24 maggio 2009 è stata, infine, la volta di papa Benedetto XVI.
Dagli anni '80 ricominciarono, inoltre, con forza le iniziative per far sì che Cassino diventasse capoluogo di una nuova provincia. Le radici storiche del comune cassinate, un profondo legame tra la città e gli altri centri e territori dell'antica Terra di Lavoro ed il netto rifiuto verso la diffusa e artificiale (oltre che errata) equazione «Ciociaria = Provincia di Frosinone» hanno portato a sostenere la creazione di una Provincia di Cassino. Ciò doveva, dunque, restituire un piano istituzionale all'identità propria alle popolazioni della Media e Bassa Valle del Liri-Garigliano, differente dalle radici storiche dei territori dell'antica Campagna e Marittima pontificia. Tra il 1956 ed il 2006 sono state presentate ben dieci proposte di legge.
Accantonati i sogni d'indipendenza dal capoluogo, oggi Cassino è uno sviluppato e vivace centro industriale, commerciale e culturale, segnato tuttavia dalle crisi cicliche del mercato dell'auto che influenzano negativamente l'economia cittadina.

### Simboli
È diffusa la convinzione che le nove stelle dello stemma rappresentino i nove comuni del Circondario di S. Germano, secondo la ripartizione territoriale operata dalle leggi napoleoniche a inizio Ottocento. Tale convinzione tuttavia è confutata dal fatto che lo stemma era già esistente anni prima: nell'Archivio di stato di Napoli, infatti, si trovano sigilli a secco e timbri a inchiostro raffiguranti lo stemma di Cassino, le cui date vanno dal 1745 al 1777. Bisogna, inoltre, rilevare che lo stemma con una o più stelle è presente in numerosi comuni del Cassinate: Cervaro ne ha una, Piedimonte San Germano ne ha tre. Ciò esclude definitivamente il binomio Stella-Comune. È più plausibile, perciò, che il numero di nove stelle nello stemma di Cassino stia a indicare semplicemente la maggiore importanza della città rispetto agli altri centri del territorio: nove e non otto o dieci solo per ragioni di simmetria grafica.
Lo stemma del Comune di Cassino è composto da uno scudo con nove stelle a cinque punte disposte su tre file in campo azzurro e corona a cinque torri; lo scudo è contornato da un nastro dorato che si avvolge ai due lati a formare i "sostegni".
La corona risponde ai canoni fissati dal Regolamento tecnico araldico della Consulta araldica del 1905, dove le cinque torri indicano la dignità di Città. L'effigie fu realizzata dallo scultore Torquato Tamagnini, che tra il 1927 ed il 1928 realizzò lo stemma in bronzo che fu apposto alla sommità di una grande lapide, dedicata ai caduti in guerra, affissa all'ingresso del palazzo comunale. Lo stemma bronzeo andò perduto nei bombardamenti che distrussero la città.
Il gonfalone è un drappo di azzurro.

### Onorificenze
Il Comune di Cassino è tra le città decorate al valor militare per la guerra di liberazione in quanto insignito della medaglia d'oro al valor militare il 15 febbraio 1949 per i sacrifici delle sue popolazioni e per la sua attività nella lotta partigiana durante la seconda guerra mondiale.

### Ricorrenze
- 15 febbraio: anniversario della distruzione dell'abbazia di Montecassino.
- 15 marzo: anniversario della distruzione di Cassino. A cadenza decennale la città viene visitata dal Presidente della Repubblica in carica; l'ultimo è stato Sergio Mattarella.

## Monumenti e luoghi d'interesse

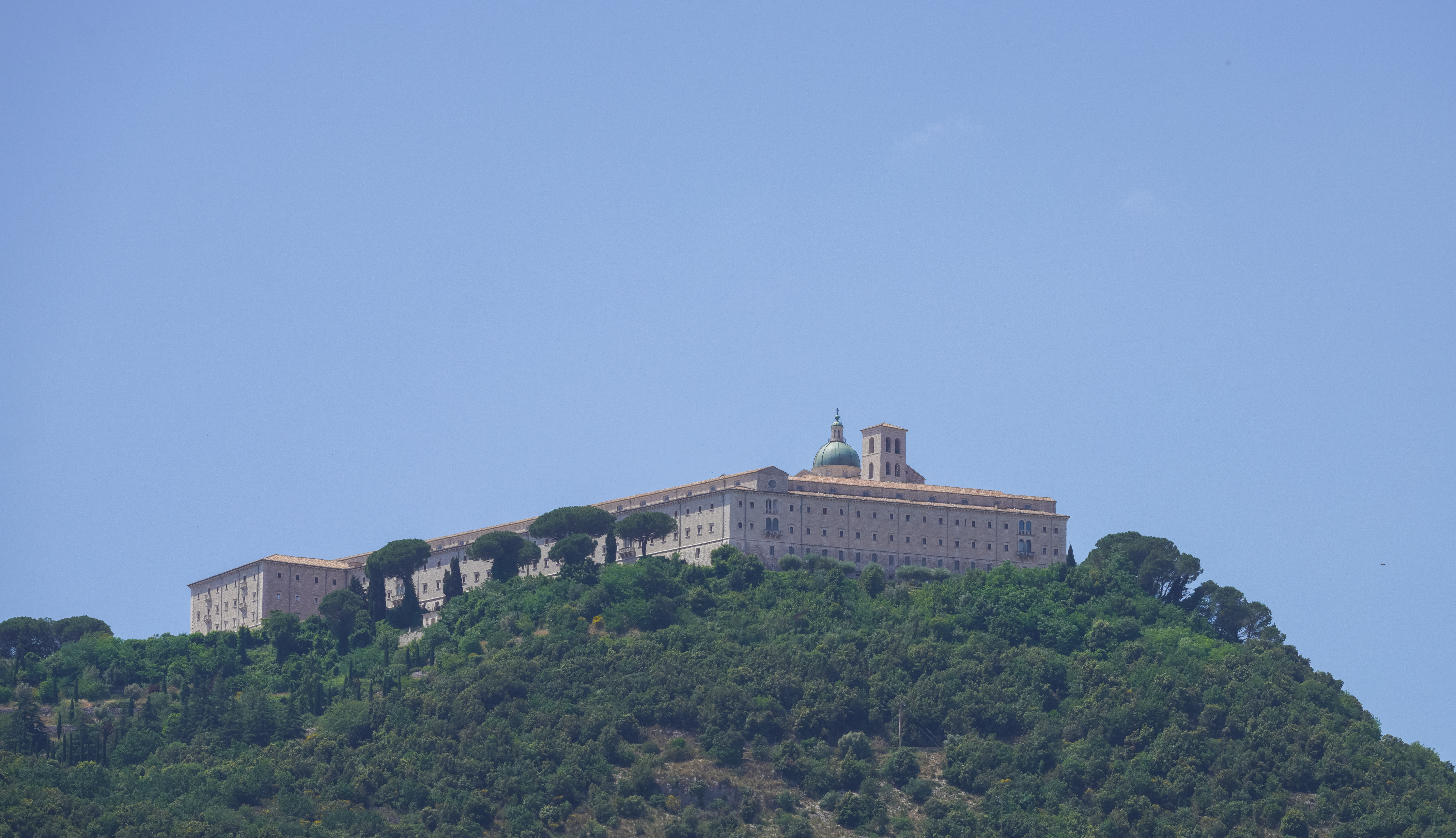
Veduta esterna del complesso dell'abbazia

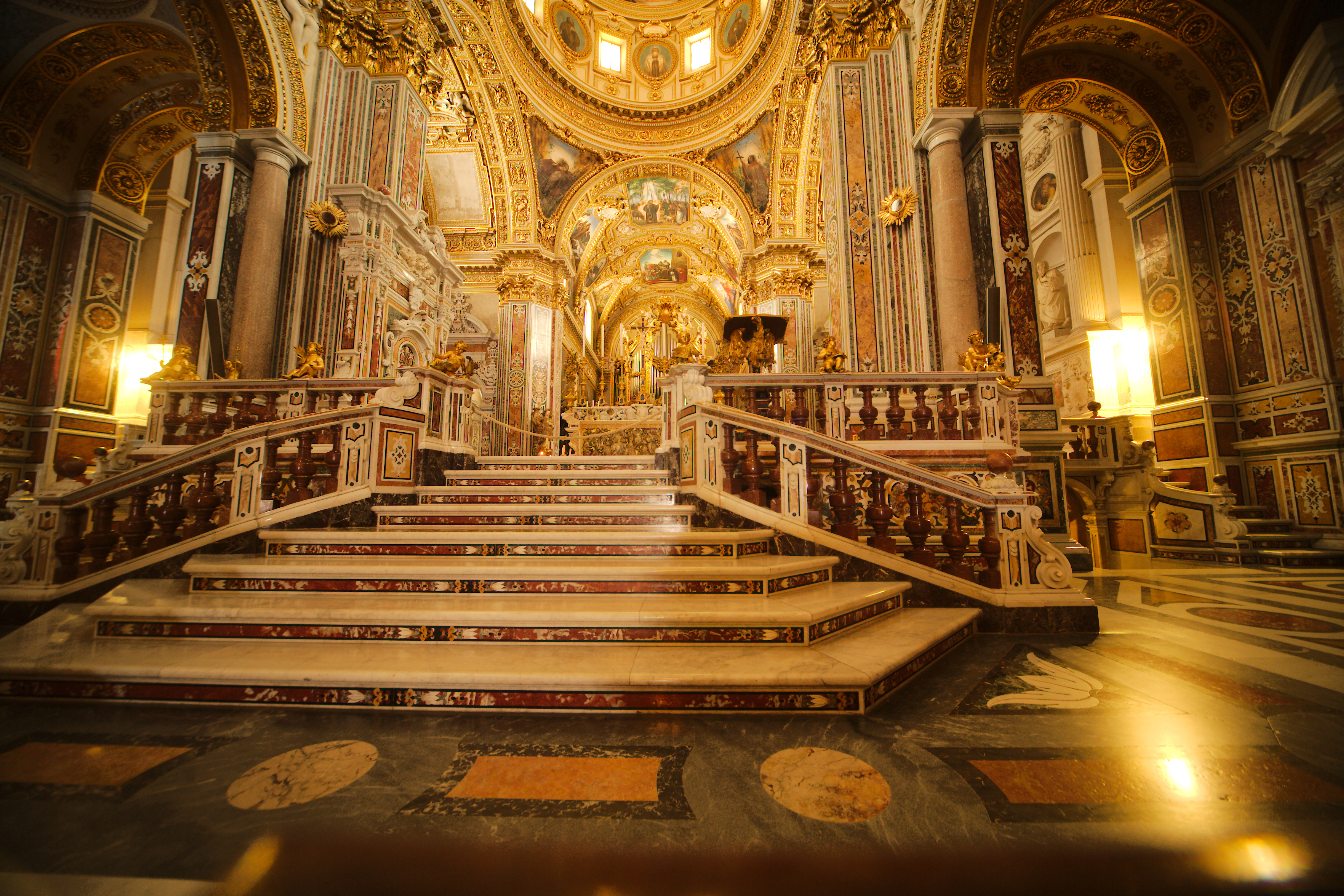
Interno dell'abbazia di Montecassino

### Architetture religiose
Abbazia di Montecassino
Fondato da San Benedetto da Norcia nell'anno 529, è il più celebre monastero della cristianità. Sorge sul colle che sovrasta la città di Cassino. Qui, il santo patriarca fondò la famosa "Regola" che s'irradiò in tutto il mondo occidentale. Il monastero, che ha subito ben quattro distruzioni nella sua storia millenaria, è conosciuto in tutto il mondo per l'ultima, avvenuta il 15 febbraio 1944, in cui fu totalmente raso al suolo dai bombardamenti alleati. È stato ricostruito nel dopoguerra "com'era, dov'era" e, tornato alla sua maestosità originaria, è meta di pellegrinaggi da tutto il mondo.
Cattedrale di Santa Maria Assunta e San Benedetto abate
La chiesa abbaziale di Montecassino, ricostruita anch'essa insieme al monastero in stile barocco napoletano, conserva al suo interno le reliquie di san Benedetto e santa Scolastica. È cattedrale dell'abbazia territoriale di Montecassino.
Palagio Badiale

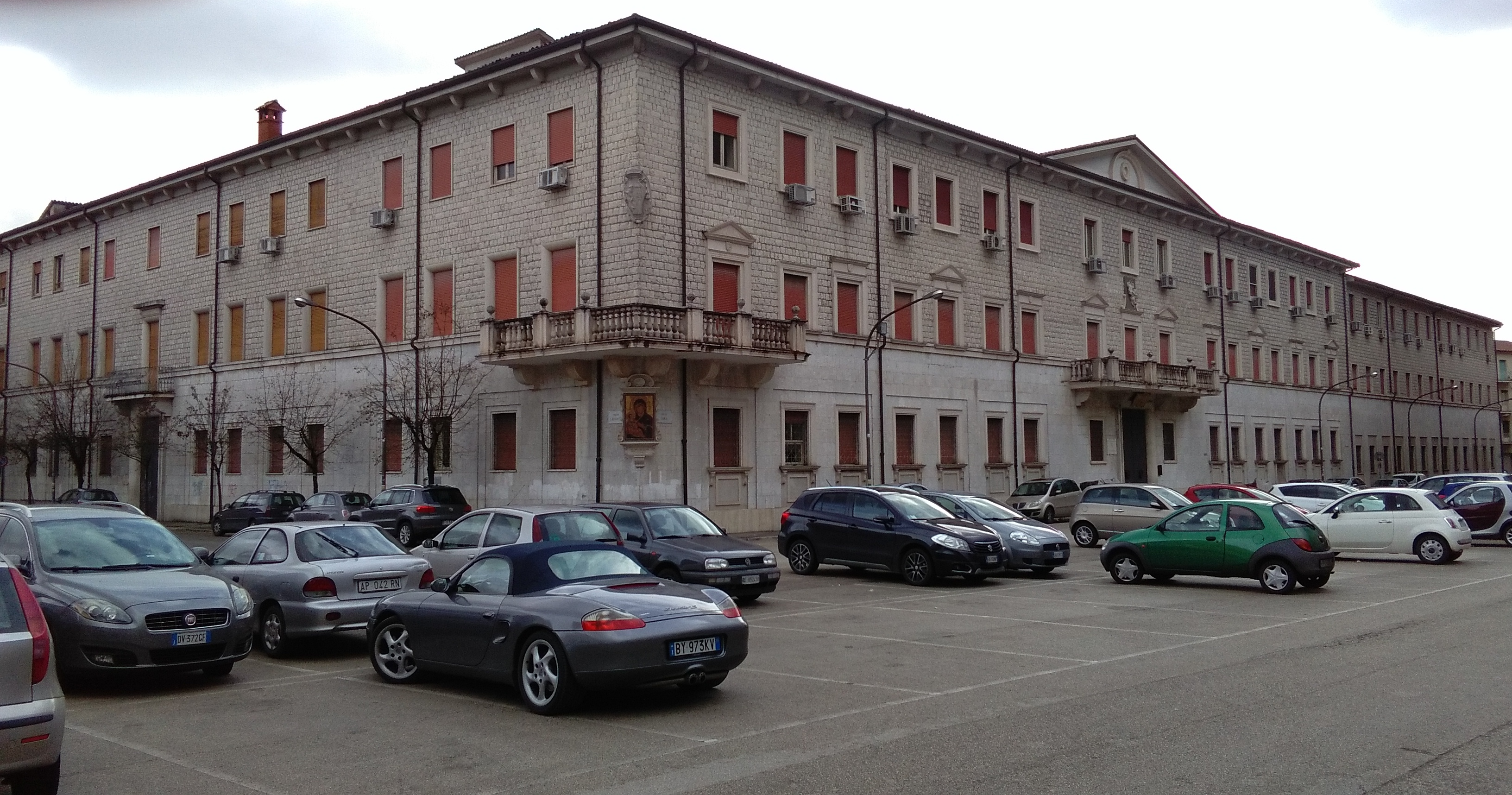
Il Palagio Badiale

Il Palagio Badiale sorge in Piazza Corte. Fu interamente ricostruito nel dopoguerra dall'architetto Giuseppe Breccia Fratadocchi, che curò anche la ricostruzione dell'abbazia e della chiesa di Santa Scolastica e vi utilizzò la stessa pietra calcarea. La ricostruzione fu completata nel 1951. Oggi vi ha sede la curia di Montecassino. Nella settimana che precede il giorno di San Benedetto, ospita numerosi eventi che culminano il 21 marzo con il Corteo Storico "Terra Sancti Benedicti", che inizia e si conclude nel palazzo.
Concattedrale del Santissimo Salvatore, di Santa Maria Assunta e San Germano Vescovo
È la concattedrale di Cassino. Sita in Piazza Corte di fronte al Palagio Badiale, la sua fondazione risale al XVIII secolo ed era una cappella dedicata a san Benedetto. Distrutta durante la seconda guerra mondiale, fu ricostruita in forme moderne tra il 1972 e il 1977. Di interesse è l'altare maggiore con un'opera del Cristo crocifisso. Dal 2018 è concattedrale della diocesi di Sora-Cassino-Aquino-Pontecorvo.
Chiesa di Sant'Antonio di Padova
Seconda chiesa principale di Cassino, era la parrocchia maggiore, risalente al XV secolo e restaurata nel XVII secolo. Prima della distruzione bellica mostrava un aspetto barocco che fu riutilizzato in chiave posticcia per la nuova costruzione degli anni '50, ad opera di Giuseppe Poggi.
Chiesa di San Giovanni Battista
Chiesa di San Pietro Apostolo

### Siti archeologici

#### Parco archeologico diCasinum
Il parco archeologico sorge ai piedi di Montecassino. L'area comprende i resti di Casinum, l'antica città romana che si articolava in una serie di terrazzamenti percorsi da strade parallele tra loro. Il parco archeologico prevede un percorso attraverso il quale si osservano: le mura megalitiche, la Porta Campana, le costruzioni, l'anfiteatro, il cosiddetto mausoleo di Ummidia Quadratilla, il teatro, il ninfeo, passando per più tratti su strada basolata.
Dal 2021 Marco Musmeci è direttore del Museo Archeologico Nazionale "G. Carettoni" e dell'Area Archeologica di Casinum.

##### Anfiteatro romano

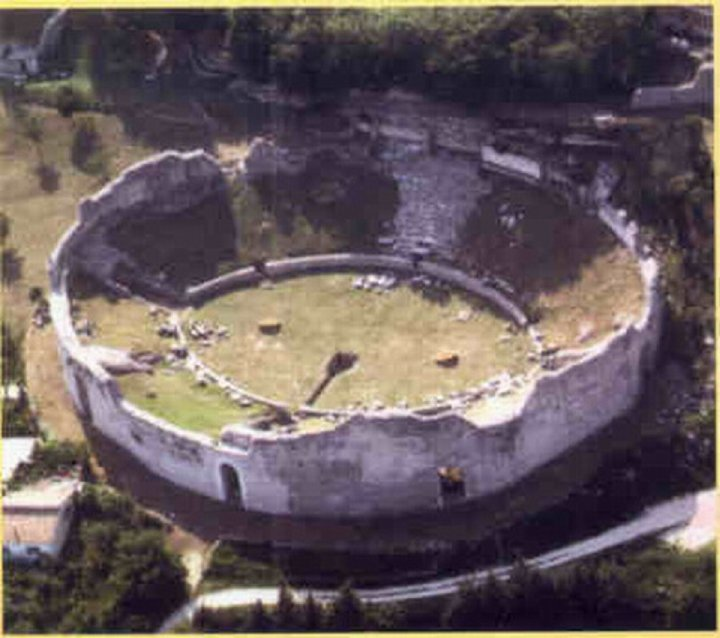
Veduta aerea dell'anfiteatro romano di Cassino

L'anfiteatro romano fu fatto costruire dalla matrona Ummidia Quadratilla nel I secolo d.C. La struttura è di forma ellittica con il diametro del lato maggiore pari a circa 85 metri e il lato minore che raggiunge una dimensione pari a 69 metri. Molto probabilmente nella parte alta dell'anfiteatro erano presenti delle feritoie il cui scopo era quello di accogliere una serie di listelli che andavano a sorreggere il velario. Poteva ospitare circa 4500 spettatori, disposti su 12 gradinate.
Il quartiere che oggi sorge ai piedi dell'anfiteatro, proprio per la presenza di quest'ultimo, è denominato "Colosseo".

##### Teatro romano

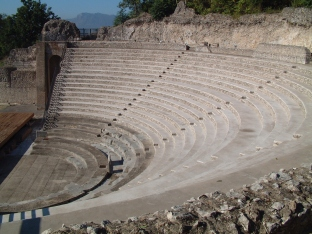
Teatro romano di Cassino

Il teatro romano è di età augustea (27 a.C.-14 a.C.); ha il tipico schema di teatro greco-romano di forma semicircolare e con la pendenza della montagna che viene sfruttata per il sostegno di venti gradini. Essi si ripartiscono in una Summa cavea che ne comprende sette ed un'Imma cavea di tredici gradini. L'accesso era garantito da una serie di gallerie coperte che conducevano direttamente all'ultimo gradino della struttura. Dimenticato completamente nel periodo medievale, fu riportato alla luce solo nel 1936 e fu oggetto di restauro intorno agli anni cinquanta e successivamente nel 2001. Ha una capienza di circa 2500 posti a sedere e viene tuttora utilizzato nel periodo estivo per numerosi eventi ed attività culturali, quali spettacoli, concerti, cinema all'aperto. Il teatro è ubicato all'incrocio tra via Crocifisso e via Montecassino.

##### Mura Megalitiche
Il centro abitato di Casinum era circondato da un vasto circuito murario di circa 4,5 km. Oggi, all'interno del parco sono visibili due muraglie identificabili come costruzioni preromane e databili al V-IV secolo a.C. Sono inoltre visibili i resti di un terzo anello, che si trova al di sotto dell'abbazia, anch'esso in opera poligonale, con funzione di sostruzione degli edifici preesistenti.

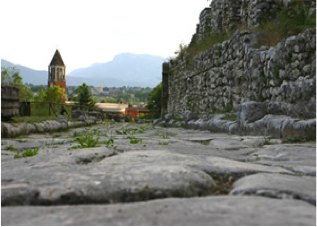
Strada basolata e sostruzioni

##### Via Latina e sostruzioni
Sempre nell'area archeologica, è possibile visitare un tratto di diramazione di circa 230 m che collegava l'antica Casinum alla Via Latina. Il manto stradale è costituito dalle tipiche lastre in pietra calcarea che costituivano la summa crusta della strada. Sul lato a monte della strada romana, si conservano due tratti di sostruzioni repubblicane utilizzate per il contenimento di grossi terrapieni.

##### Porta Capuana
Così chiamata perché situata in direzione di Capua, i resti di questa porta si conservano lungo il tracciato della via Latina Nova. Non restano, invece, tracce della Porta Romana che consentiva l'accesso alla città provenendo da Roma.

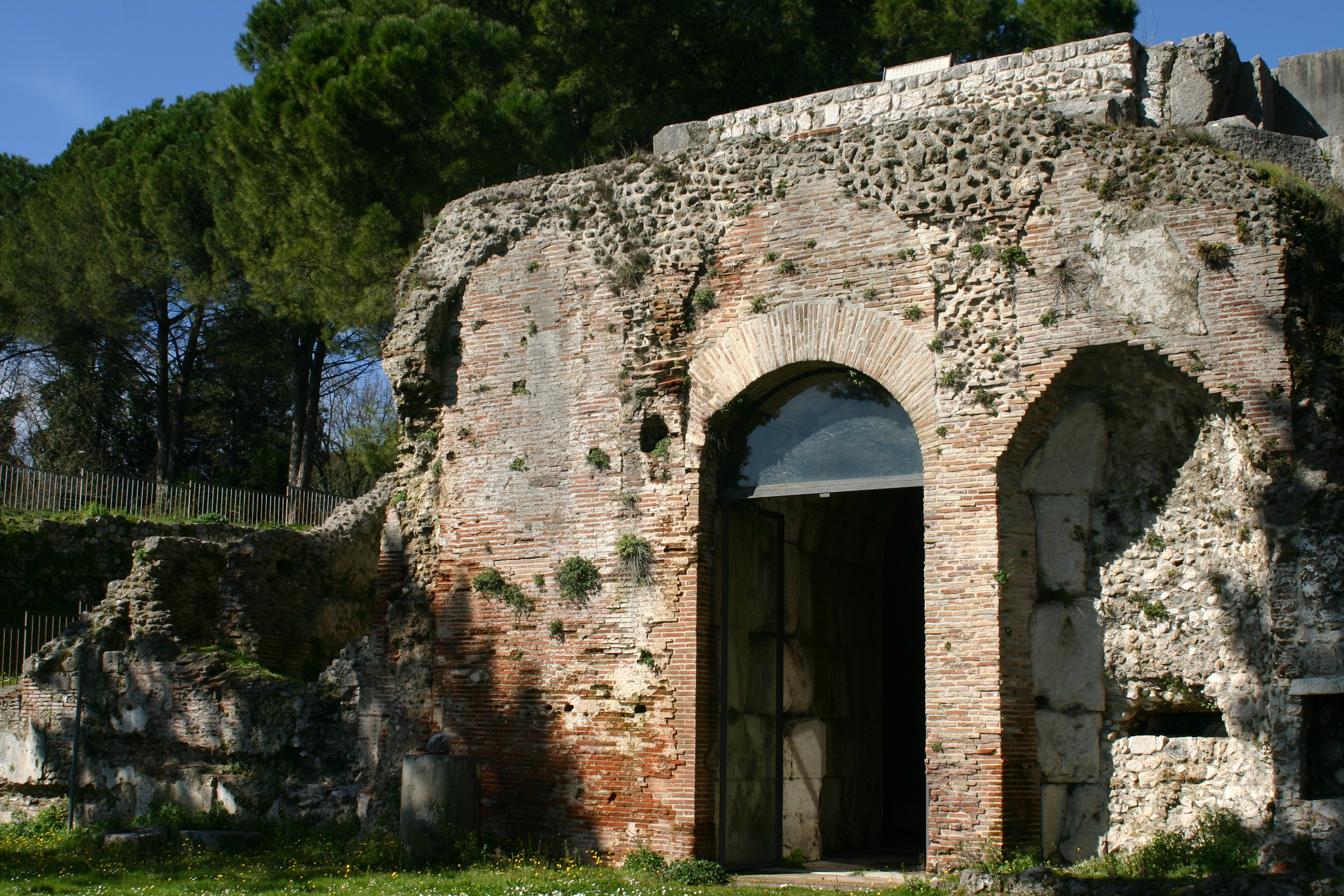
Il Mausoleo di Ummidia Quadratilla

##### Mausoleo di Ummidia Quadratilla
La poderosa struttura sorge sulle pendici sud orientali di Montecassino. Edificata con grandi blocchi squadrati e perfettamente connessi senza malta, tenuti insieme solo da graffe di piombo all'interno, ha resistito all'usura del tempo, ai terremoti e, per ultimo, alla furia della guerra, senza subire sostanziali danni. Le origini del manufatto sono senz'altro oscure: lo si fa risalire tra il I secolo a.C. ed il I d.C. Coloro che se ne sono occupati lo hanno definito a volte "tempio" e a volte "tomba". Molti studiosi attribuiscono il mausoleo alla benefattrice cassinate Ummidia Quadratilla, figlia del console Ummidio Durmio Quadrato; tale convinzione derivò dal ritrovamento, avvenuto nel 1757, di un'iscrizione nel vicino anfiteatro.

##### Ninfeo Ponari
Il Ninfeo Ponari si trova nella zona mediana dell'antica Casinum. Si tratta di un edificio datato I secolo a.C. Il ninfeo risulta semi-incassato nel terreno e coperto da una volta a botte a sesto ribassato, presenta una pianta rettangolare, chiuso su tre lati e completamente aperto su quello frontale. Le tre pareti sono movimentate dalla presenza di nove nicchie (tre per ogni parete) a pianta rettangolare e copertura piana.

### Architetture militari

#### Rocca Janula

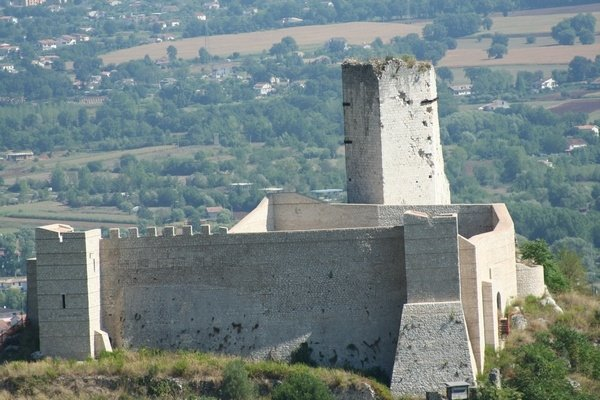
Veduta della Rocca Janula dopo la restaurazione

Fatta costruire nel X secolo dall'abate Aligerno, fu per secoli il fulcro militare della signoria della Terra di San Benedetto. Pesantemente danneggiata dai bombardamenti della seconda guerra mondiale, è stata oggetto di un significativo restauro negli ultimi anni e domina ancora l'odierna città di Cassino.

### Cimiteri di guerra
Al termine del secondo conflitto mondiale le nazioni che ne presero parte vollero che le migliaia di caduti sulla linea Gustav fossero sepolti nei luoghi in cui si consumò il loro sacrificio. In loro ricordo a Cassino e nel Cassinate sorsero diversi cimiteri di guerra. Oltre a quello inglese, polacco e tedesco, nelle vicinanze di Cassino troviamo i cimiteri militari italiano (Mignano Monte Lungo) e francese (Venafro).

#### Cimitero del Commonwealth

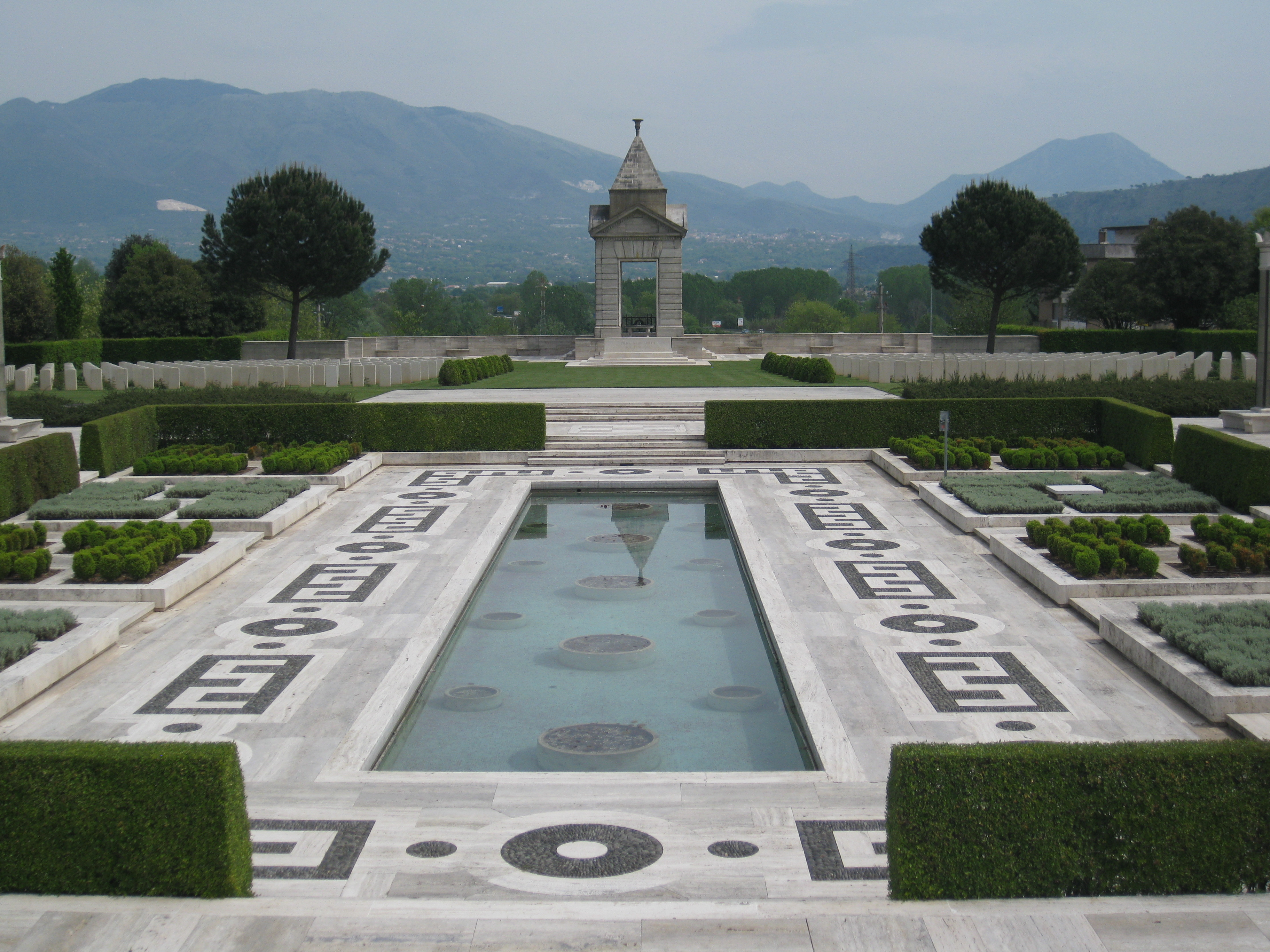
Interno del Cimitero del Commonwealth di Cassino.

Il cimitero di guerra di Cassino è un cimitero militare situato nei pressi del campus universitario Folcara, dove riposano i soldati dei paesi del Commonwealth caduti nella battaglia di Montecassino durante la seconda guerra mondiale. Vi sono 4.266 tombe di militari provenienti dagli attuali Regno Unito, Canada, Australia, Nuova Zelanda, Sudafrica, India e Pakistan e un soldato dell'Armata Rossa. 284 di questi militari non sono stati identificati. In questo cimitero giace Eric Fletcher Waters, padre di Roger Waters, bassista e cantante dello storico gruppo musicale Pink Floyd.

#### Cimitero polacco

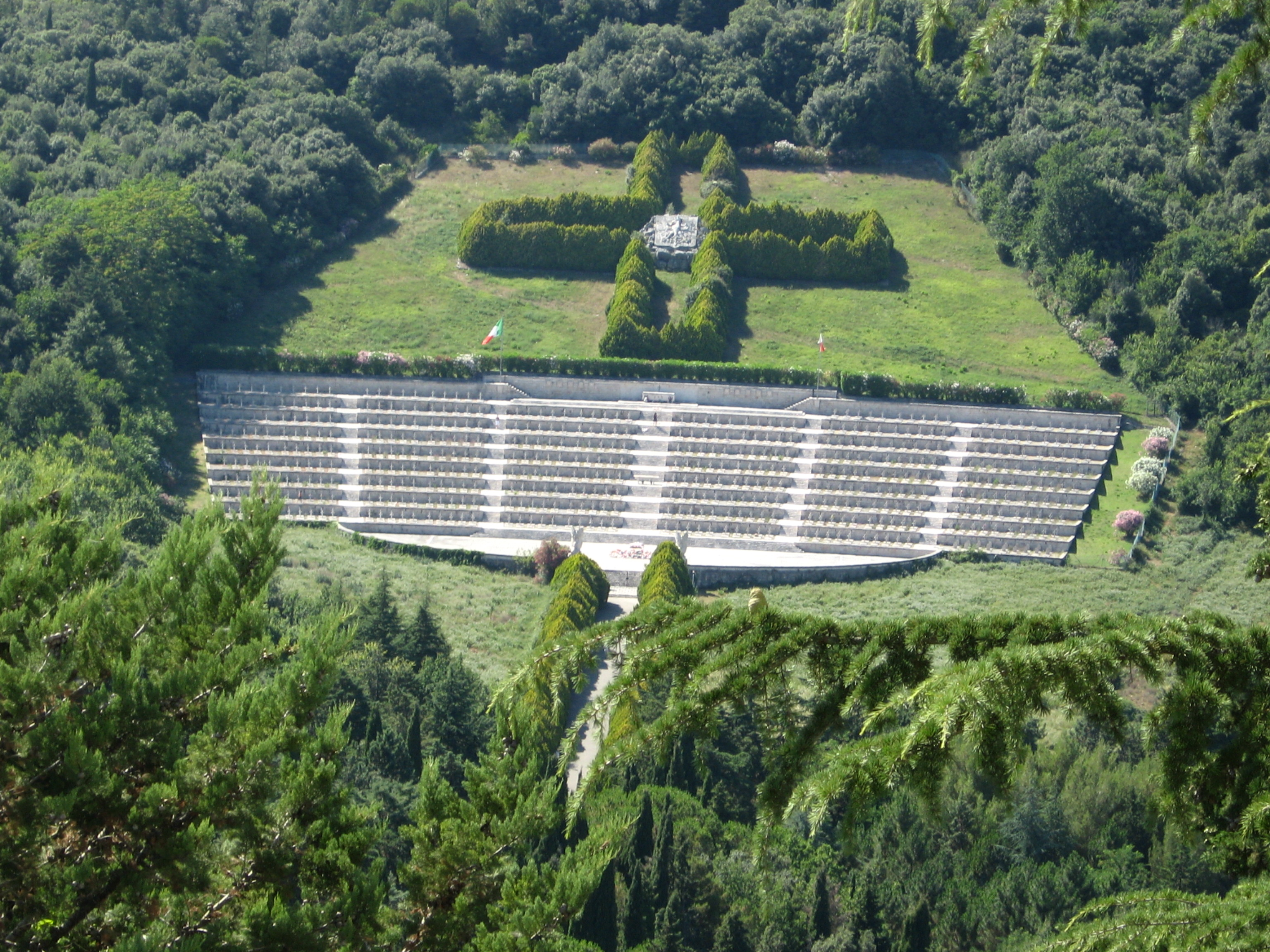
Veduta dall'alto del cimitero polacco.

È posto in una conca dietro l'altura dove si erge l'abbazia ed è sotto la sovrintendenza del Ministero della Difesa italiano. Fu costruito dagli stessi soldati polacchi e inaugurato all'inizio di settembre del 1945. Raccoglie le spoglie dei soldati del II Corpo d'armata polacco che, alla guida del generale Anders, combatterono a Montecassino nel maggio del 1944. Al suo interno sono seppellite le salme di 1078 militi comprese quelle del generale, che ha voluto essere sepolto lì tra i suoi soldati e del cappellano militare. Una parte del sacrario è riservata ai soldati di religione ebraica arruolati nel corpo. Ogni 18 maggio viene organizzata una giornata commemorativa dove si raccolgono i superstiti rimasti, i loro familiari e i rappresentanti delle istituzioni polacche.

#### Cimitero germanico

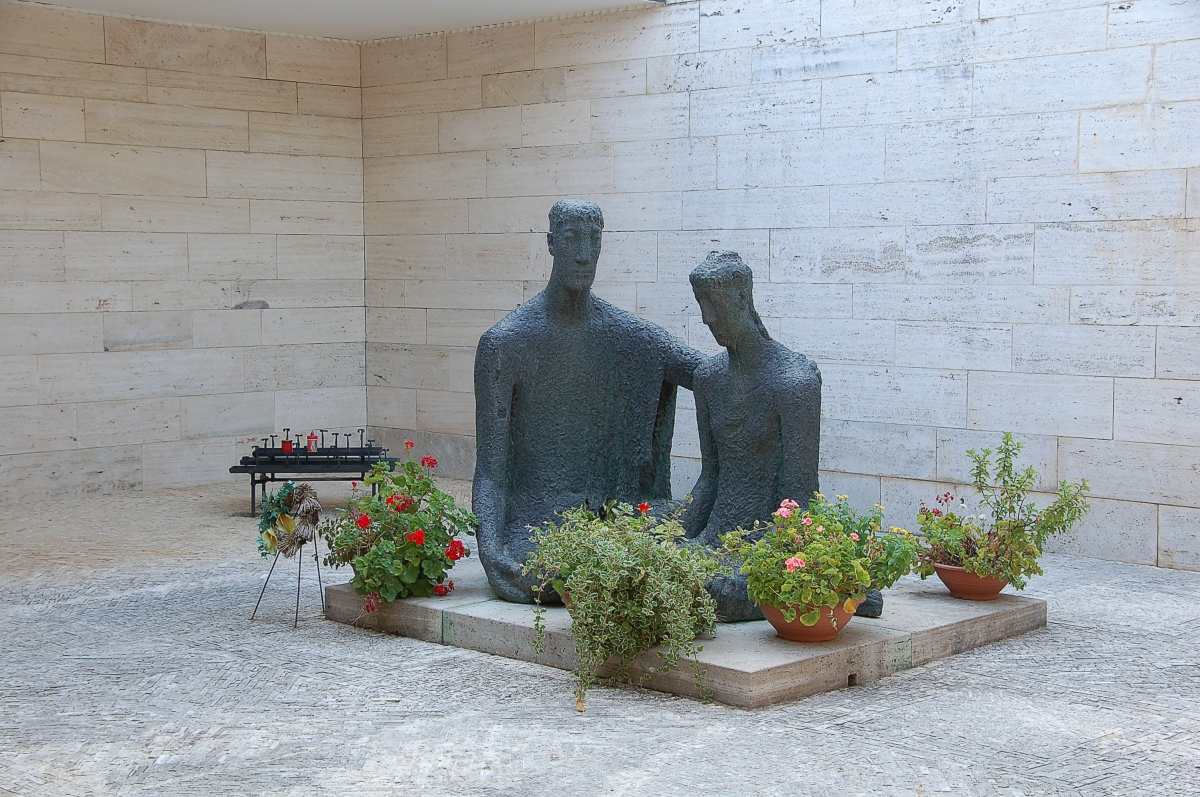
Scultura posta nell'interno del Cimitero Germanico.

Il cimitero tedesco sorge invece su una collina, detta Colle Marino, in località Caira. Il sacrario, curato e mantenuto da un'associazione privata e da militari tedeschi volontari, raccoglie non solo le salme dei soldati tedeschi morti a Montecassino, ma anche quelle ritrovate e riesumate nei cimiteri di guerra provvisori del meridione italiano (Calabria, Puglia, Basilicata, Molise e Abruzzo), configurandosi come il più grande e importante cimitero di guerra tedesco in Italia. Vi riposano più 20000 salme, molti i militi ignoti. Il cimitero è stato inaugurato nel 1965.

### Architetture civili

#### Palazzo Barone De Rosa
Il palazzo, situato in via Di Biasio in prossimità di via Montecassino, è l'unico palazzo miracolosamente rimasto in piedi nonostante i bombardamenti che rasero al suolo la città. La sua costruzione risale agli inizi dell'Ottocento e apparteneva alla famiglia del barone De Rosa, un imprenditore napoletano che prima di fare ritorno alla sua città natale vendette lo stabile a due famiglie di Cassino. Per la sua posizione strategica (permetteva all'epoca di controllare la stazione ferroviaria di Cassino, nonché l'accesso alla città dalla Strada Nazionale per Roma e Sora) fu occupato, durante la seconda guerra mondiale, da un plotone di paracadutisti tedeschi. La storiografia militare che si occupa della battaglia di Cassino cita spesso il palazzo chiamandolo Hotel des Roses, ma in realtà non è mai stato un hotel. Nel dopoguerra fu completamente restaurato a causa dei danneggiamenti che aveva subito ed adibito a sede di uffici e scuole.

L'edificio razionalista INA-Casa di Cassino.

#### Edificio INA-Casa
L'edificio situato in corso della Repubblica, progettato dall'architetto Giuseppe Nicolosi, è uno dei più significativi elementi architettonici della città, in quanto fulgido esempio di razionalismo italiano. Si tratta di un edificio multipiano e multifunzionale di cinque piani: il piano terra destinato a locali commerciali, il primo piano a uffici, il secondo, terzo e quarto ad abitazioni civili. Oltre ad essere un edificio cardine della ricostruzione, rappresenta un'esemplificazione delle teorie di Le Corbusier sull'"Unità d'abitazione", nella quale la residenza è considerata inseparabile dai servizi che formano i suoi complementi immediati.

#### Facoltà di Economia e Giurisprudenza
L'edificio che ospita le facoltà di Economia e Giurisprudenza dell'Università di Cassino è una delle costruzioni di maggior rilievo dal punto di vista architettonico della Cassino contemporanea. È stato inaugurato nel maggio del 2004 e costituisce il primo edificio del costruendo Campus Folcara. Ha un'altezza superiore ai 40 metri ed è strutturato in cemento armato e acciaio. È articolato su tredici piani fuori terra. Sotto il profilo funzionale, esso è articolato in zone specializzate. Al di sopra del livello interrato, che contiene le centrali tecnologiche e vari servizi, è situata una piastra basamentale, che contiene gran parte delle 18 aule e la mensa, con una capacità di 300 coperti. Più in alto sono situati i volumi contenenti gli uffici dei vari dipartimenti. La piastra di sommità contiene i centri audiovisivi delle due facoltà, organizzati in due corpi triangolari con piccoli locali di lavoro individuale, distribuiti anularmente su due livelli intorno a grandi spazi a doppia altezza, con coperture in parte trasparenti.

### Aree naturali
Il territorio di Cassino fa parte del parco naturale dei Monti Aurunci.
Albaneta Tenuta di Montecassino
L'Albaneta di Montecassino è la Tenuta Abbaziale dei Padri Benedettini dell'Abbazia di Montecassino. La proprietà si trova alle spalle del celebre monastero fondato da San Benedetto e al suo interno si trovano ben due monasteri benedettini seppur diruti, Santa Maria dell'Albaneta e San Matteo Servi Dei. La prepositura di Santa Maria dell'Albaneta fondata intorno al 980 d.C., per secoli fu abitata dalla comunità monastica dove qui istruiva i giovani monaci di Montecassino. Alcune citazioni parlano di un giovane San Tommaso d'Aquino che qui avrebbe ricevuto parte della sua istruzione monastica. Nell'anno 1538 San'Ignazio di Loyola si fermò nel monastero per circa 50 giorni scrivendo parte della Regola Gesuita. La Tenuta per secoli ha inoltre fornito la sussistenza dei monaci stessi, che all'interno delle antiche masserie dell'Albaneta, coltivavano i terreni e allevavano animali, per lo più bovini con l'aiuti di numerosi coloni che vivevano nelle abitazioni rurali tuttora presenti. Durante la seconda guerra mondiale fu teatro di aspri scontri, nella cosiddetta battaglia di Montecassino, dove molti soldati Polacchi persero la vita. La Tenuta custodisce tre monumenti bellici a ricordo dei valorosi soldati. Subito dopo la guerra la comunità monastica riprese gli allevamenti e coltivazioni, fino agli anni '80. Oggi l'intera tenuta dell'Albaneta è oggetto di un vasto progetto di riqualificazione e valorizzazione da parte dell'imprenditore Daniele Miri, conduttore della proprietà dell'Abbazia di Montecassino. Qui è rinata la Birra Montecassino, presentata nel 2020 alla stampa internazionale. Molte citazioni riportano infatti che a Montecassino sarebbe nata la Birra più antica D'Europa. Maggiori informazioni sulla Tenuta Abbaziale.

#### Villa Comunale
La Villa Comunale, ribattezzata Parco XV marzo 1944 (data della distruzione di Cassino), è il principale parco pubblico della città. È dotata di ampi spazi verdi e attraversata da due diramazioni del fiume Gari che si riuniscono dando vita al suggestivo laghetto invaso da simpatiche nutrie. È dotato di viali alberati, panchine e aree gioco per bambini ed è molto frequentato da persone di ogni età. Ospita, inoltre, eventi sportivi e culturali. Nell'agosto 2011, il largo principale del parco è stato dedicato a Giovanni Falcone e Paolo Borsellino, mentre tutti i viali sono stati dedicati agli agenti della scorta rimasti uccisi negli attentati mafiosi di Capaci e via D'Amelio del 1992 (troviamo dunque via Francesca Morvillo, via Agostino Catalano, via Walter Eddie Cosina, via Rocco Dicillo, via Vincenzo Li Muli, via Emanuela Loi, via Antonio Montanaro, via Vito Schifani, via Claudio Traina). L'intento è stato quello di creare un percorso che ricordi quotidianamente l'insegnamento ricevuto da questi uomini e il rispetto per chi è morto per difendere lo Stato e l'idea di giustizia. La Villa è nel centro di Cassino; l'ingresso principale è situato su Corso della Repubblica. Gli altri accessi sono da Via Arigni, Via Gari e Via Di Biasio.

#### Parco Baden Powell
Inaugurato nel 2014, è il secondo parco cittadino. È situato nell'area dove sorgeva il Campo Boario, nel quale un tempo si svolgeva il mercato del bestiame. Oggi, oltre a un'area giochi per bambini, vi hanno sede le associazioni scoutistiche AGESCI e CNGEI che operano sul territorio. Vista la centralità del parco, viene spesso utilizzato come sede di eventi e manifestazioni.

#### Terme varroniane

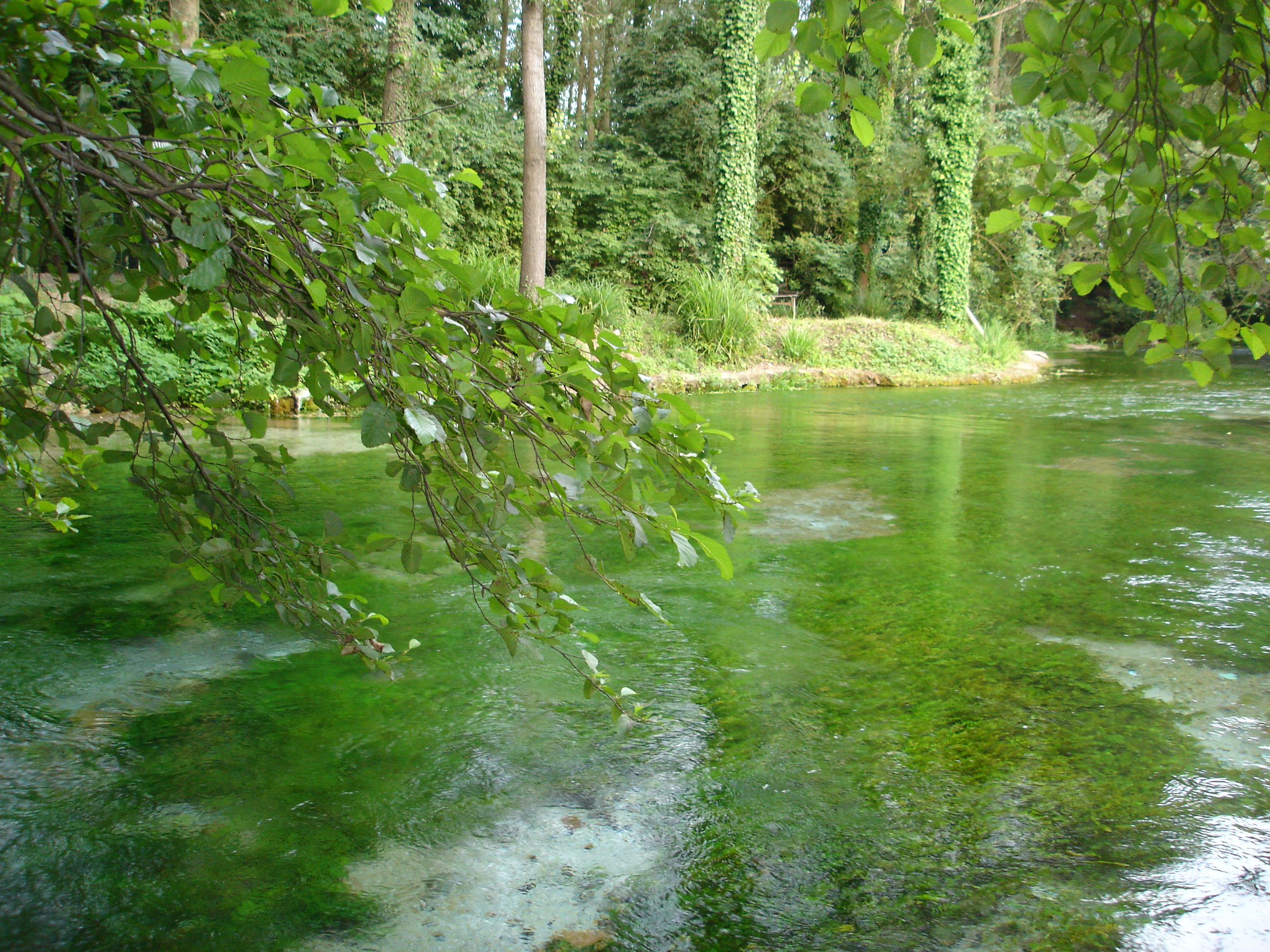
Le acque sorgive presso le Terme varroniane

Le Terme varroniane sono un suggestivo parco naturale-termale nato nel dopoguerra nei pressi della sontuosa villa appartenuta a Marco Terenzio Varrone. Sono situate nella zona del territorio di Cassino detta "Monticello", presso la stazione ferroviaria. La zona sorgentizia delle Terme Varroniane è classificata come la più grande d'Italia. Da qui sgorgano migliaia di sorgenti che generano uno dei rami del fiume Gari. Si stima che il flusso sia di 18 metri cubi all'ora. La temperatura delle acque è di 13 gradi. Le acque, classificate come "bicarbonate medio-minerali fredde", sono diuretiche ed indicate per varie patologie gastriche, renali ed epatiche, nonché per alleviare la gotta.
Il parco ospita oggi uno stabilimento idropinico, la sala congressi-banchetti, l'area concerti e il campeggio internazionale, attrezzato con area picnic e per attività sportive. I ruscelli sono ricchi di fauna come trote, carpioni, anguille e lamprede.

#### Sorgenti del Gari
Si trovano in pieno centro, alle spalle della chiesa madre, in piazza Corte. Da questo punto sorge il fiume Gari che, dopo un tratto sotterraneo, riemerge nella Villa Comunale.

### Altri monumenti

#### Monumento alla pace

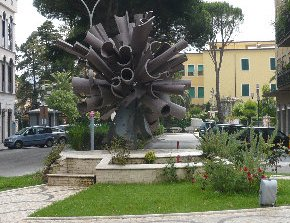
Il Monumento alla pace di Umberto Mastroianni in piazza XV febbraio.

La scultura è opera dello scultore Umberto Mastroianni. Fu inaugurata nel 1987 e collocata poco distante dalla Rocca Janula dove, conseguentemente al recupero della fortezza, sarebbe dovuto sorgere il Parco della Pace. A Cassino vi è anche una seconda riproduzione della scultura che è situata in piazza XV febbraio, nel pieno centro della città. Il monumento, realizzato in acciaio, del peso di circa 100 t, è costituito da elementi tubolari aggrovigliati che, partendo da un nucleo centrale, invadono lo spazio circostante. Esso affronta il dramma della distruzione di Cassino e della sua millenaria abbazia, proponendone non gli effetti della battaglia – rovine, caduti o la disperazione di chi resta – ma la causa scatenante, che è, del resto, il nucleo primario di ogni conflitto bellico moderno: l'esplosione di una bomba.

#### Monumento a Enrico Toti
Situato nella centrale piazza Enrico Toti, il monumento è composto da una statua in bronzo raffigurante l'estremo gesto in cui l'eroe italiano della prima guerra mondiale, già ferito, scaglia verso il nemico la gruccia, poco prima di essere colpito a morte, il 6 agosto 1916 presso Monfalcone. Il monumento è stato inaugurato nel 2008. La statua, opera dello scultore di Anagni Egidio Ambrosetti, suggella quel «filo rosso sangue» che lega la Città Martire a Enrico Toti: non solo perché qui ha origine la sua famiglia (il padre Nicola era un ferroviere di Cassino), ma soprattutto perché a entrambi è toccato l'onore e il dolore di conoscere in sommo grado le devastazioni, le morti, gli orrori della guerra.

#### Statua di San Benedetto
Posta all'ingresso nord della città, è un'imponente opera bronzea dello scultore romano Giuseppe Ducrot. Alta circa 3,5 m e posata su un enorme basamento lapideo, fu collocata in città nel 2009 in occasione della visita del pontefice Benedetto XVI. Di recente è stata valorizzata a seguito dei lavori che hanno interessato l'area ed è stata posta all'interno della rotonda di accesso a nord della città.

#### Campana della Pace
Si trova sul Ponte delle quattro battaglie sul fiume Gari nella frazione di Sant'Angelo in Theodice. È stata istituita il 18 maggio 2008 a memoria e riconoscenza dei caduti del gennaio 1944 sul fiume Gari, teatro della prima battaglia di Cassino. La campana realizzata da Severino De Santis è stata fusa presso la Pontificia Fonderia Marinelli di Agnone. Pesa 1380 kg, ha un diametro di base pari a 132 cm. Ogni sera alle 17.00 la campana suona 30 rintocchi a ricordo degli eroi periti delle nazioni belligeranti e nelle ricorrenze storiche suona a distesa per tre minuti alle ore 12.00.

## Società

### Evoluzione demografica
Abitanti censiti

### Religione
La popolazione professa per la maggior parte la religione cattolica e afferisce alla diocesi di Sora-Cassino-Aquino-Pontecorvo, ma fino al 2014 faceva parte dell'abbazia territoriale di Montecassino.
Sono presenti a Cassino, due Chiese Cristiane Evangeliche di denominazione pentecostale, una delle quali facente parte delle Assemblee di Dio in Italia.

### Etnie e minoranze straniere
Al 31 dicembre 2017 a Cassino risultano residenti 2 202 cittadini stranieri. Le nazionalità più numerose sono le seguenti:
- Romania – 393
- Ucraina – 193
- Nigeria – 133
- Cina – 119
- Albania – 119
- Egitto – 104
- Ghana – 87
- India – 64
- Marocco – 59
- Vietnam – 58

### Lingue e dialetti
Il dialetto cassinate è sostanzialmente campano, essendo la città appartenuta in passato dapprima al Regno di Napoli e poi al Regno delle Due Sicilie (fino al 1861) e confinando con l'alto casertano. Tuttavia, il cassinate si ricollega alle parlate della vicina Campania quasi esclusivamente sotto il profilo del lessico, che è rimasto molto influenzato proprio in virtù delle vicende storiche prima citate, mentre risulta differente per alcune particolarità riguardanti soprattutto la pronuncia e l'accento, i quali risultano più vicini a quelli dei confinanti dialetti del settore sud-occidentale del Molise (nella vicina città di Venafro la parlata è molto simile), nonché in parte a quelli abruzzesi di tipo marsicano. Anche nella vicina Formia, ad esempio, l'accento è altrettanto simile sebbene il formiano inglobi un'influenza a tratti pugliese per via della presenza di numerosi pescatori provenienti soprattutto dal lago di Lesina.
Diffuso nel parlato della città è anche l'utilizzo del verbo avere nei medesimi contesti: si potrà sentire, indifferentemente, so fatte, per dire ho fatto, ma anche aggio fatto. Il vocabolario del dialetto cassinate è quasi interamente napoletano: "letto", ad esempio, si dice "lietto" (come a Napoli), "sedia" si dice "seggia" (come a Napoli), "domani" si dice "dimane" (come a Napoli) e via discorrendo. Un elemento, invece, in cui il dialetto cassinate si avvicina al dialetto del capoluogo, soprattutto se paragonato agli idiomi parlati nella provincia di Caserta, è l'uso dell'articolo determinativo maschile gliu, per tratti identico a molte parlate della provincia dell'Aquila e simile al frusinate glie, ampiamente diffuso nell'area laziale centro-settentrionale nonché in alcuni paesi della città metropolitana di Roma Capitale, mentre nella vicina Campania, nel casertano, sono frequenti gli articoli determinativi ro e ru (ad esempio, quest'ultimo, nella vicina Galluccio).
Negli ultimi anni il dialetto si è arricchito di numerosi neologismi, che non facevano parte del dialetto classico cassinate, e specialmente nei giovani tende a penetrare qualche elemento di origine romanesca, data la notevole frequentazione della capitale. La pronuncia più genuina delle vocali dell'italiano locale presenta numerosi elementi campani, spesso assenti nei dialetti limitrofi, come la chiusura del dittongo "uo" o l'apertura dei suffissi in "-mènto/e" e ciò costituisce una testimonianza del forte legame con il resto del Lazio meridionale e la vicina Campania, tuttora sentito dalle generazioni più anziane: tuttavia, per l'influsso combinato del romanesco e dell'italiano standard, le generazioni più giovani tendono a preferire una pronuncia priva dei tratti più marcatamente laziali meridionali, anche sotto il profilo dell'accento, in cui l'influsso dei soprastanti dialetti laziali centro-settentrionali e mediani in generale si fa sempre più forte. Secondo il Maccarone, nel suo ampio studio sui dialetti di Cassino e Cervaro, esso appartiene al comune tipo napoletano con qualche caratteristica dei dialetti abruzzesi (in particolare per la fonetica) e laziali.

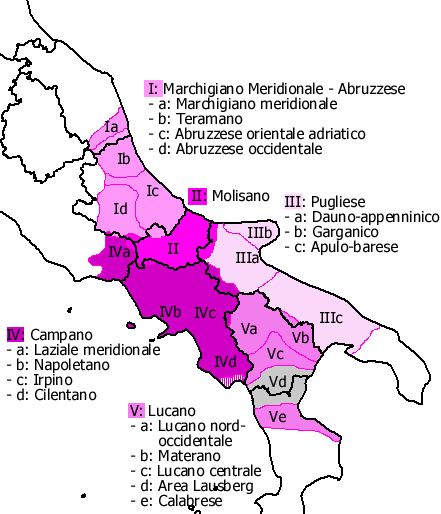
Il dialetto cassinate fa parte dell'area IV comprendente i dialetti laziali meridionali.

Il sonetto Vecchia Cassino, dello scrittore cassinate Gino Salveti, è rappresentativo degli elementi tipici del dialetto di Cassino.
Addo' si iutë tu, vecchia Cassinë,
e addo' è fënuta tutta chella gente
che senza te s'è morta malamente
pecché n'te teneva cchiù vicinë!
"Nën cë pensassë cchiù... Fattë 'stu brorë,
assàggiatë 'sti beglië tagliarieglë,
'sta bella trippa... sientë sie' che amorë!"
Ma a me n'mmenetè. Sent'n addorë
che ve'ra nu luntanë caurarieglië...
E më magnassë mo' sulë gliu corë!»
(Gino Salveti, "Vecchia Cassino")

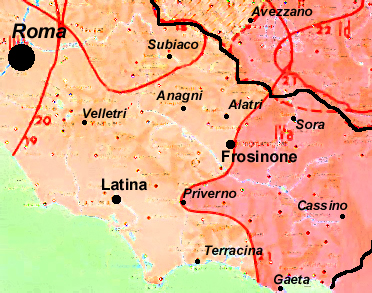
Dettaglio della situazione linguistica del Lazio meridionale. In rosa i dialetti mediani (romanesco, laziale centro-settentrionale, sabino), in magenta i dialetti meridionali (laziale meridionale, campano, abruzzese occidentale).

Nella lettura va tenuta presente la serie, interminabile quasi, di e mute, che restano mute anche nel corpo della parola (Esempio: la parola italiana "finita", diventa in dialetto fënuta, ma si legge fnuta). Le e restano, invece, intatte davanti al gruppo gl, sempre nel corpo della parola (Esempio: la parola caurarieglië (in italiano "calderone") nella pronuncia perde la e finale, ma mantiene la e che precede il gruppo gl; la pronuncia diventa, dunque, caurariegli').
Proverbi e detti in dialetto cassinate
- Chi faticä magnä, chi no, magn'e bevë! (Chi lavora mangia, chi no, mangia e beve).
- Gli fattë rella pignatä gli sa gliu cucchiarë (I fatti della pignatta li conosce il cucchiaio), in sostanza, le apparenze, se pure contano, non hanno valore definitivo.
- Vëruocclë è figlië a fogliä (Il broccolo è figlio della foglia) detto di chi appartiene a una razza: non cambierà mai.
- Gliu vinë sta bbuon rendë alla vottë (Il vino sta bene nella botte).
- Gliu sazië n'crerë agliaddiunë (Il sazio non crede a chi sta a digiuno), ovvero, chi sta bene, non può capire le sofferenze di chi sta male.
- Aggië iutë sazzië e so turnatë addiunë (Sono andato sazio e sono tornato affamato), si usa dire quando il pranzo è stato scadente.
- S'à magnatë gliu brorë cu lla furchettë (Si è mangiato il brodo con la forchetta), si usa dire quando le speranze trovano realtà solo nei sogni.
- S'è missë quatt'ovä rend'agliu piattë (Ha messo quattro uova nel piatto), detto di chi si è adeguatamente sistemato.

### Tradizioni e folclore
Il 9 luglio si tiene la processione in onore della Madonna Assunta. Dalle 5 del mattino la statua della Madonna fa il giro delle parrocchie della città seguita dai fedeli che la ringraziano per la fine della pestilenza avvenuta il 9 luglio 1837.

### Istituzioni, enti e associazioni
Tribunale

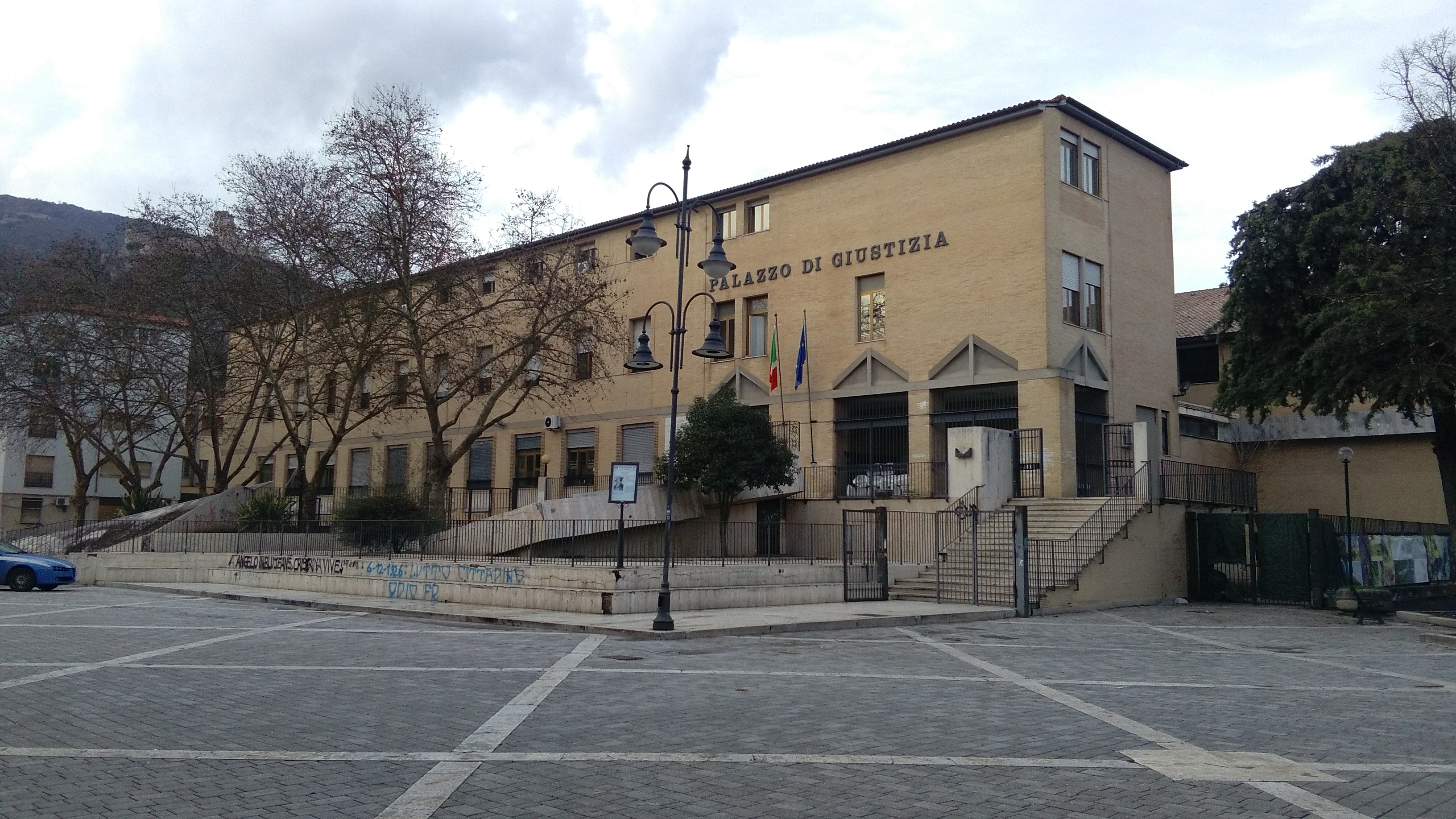
Il palazzo di Giustizia in piazza Labriola.

Il Tribunale di Cassino fu istituito con legge il 17 febbraio 1861. Dal settembre del 2013 è ubicato in tre sedi: quella principale si trova in piazza Labriola, la seconda si trova nei locali dell'ex "Cinema Teatro Arcobaleno" in via Tasso e la terza, dal mese di settembre 2013, è ospitata nei locali della ex Scuola Media "G. Diamare", in via San Marco. Tutte le sedi si trovano nel pieno centro cittadino. La sede di piazza Labriola ospita la Presidenza, l'Ufficio della Cancelleria Fallimentare, la Cancelleria Civile, la Cancelleria della volontaria giurisdizione, il Giudice tutelare, tutte le Cancellerie penali, il GIP, il Consiglio dell'Ordine Forense, le aule di udienza, la Corte di Assise nonché la Procura della Repubblica. La sede di via Tasso ospita gli uffici della cancelleria Lavoro, cancelleria Esecuzioni mobiliari ed immobiliari, cancelleria Stralcio e inoltre l'Ufficio del Giudice di Pace e gli Ufficiali giudiziari. Il Tribunale di Cassino comprende anche la sede distaccata di Sora, istituita nel 1999. Dal 13 settembre 2013, in ottemperanza alla legge sul riordino dei tribunali, il Tribunale di Cassino ha accorpato il soppresso Tribunale di Gaeta e la sede staccata di Sora.
Ospedale
L'ospedale civile "Santa Scolastica" si trova in località San Pasquale ed è raggiungibile dall'apposito svincolo sulla S.S.V. Sora-Cassino-Formia. È stato inaugurato nell'aprile del 2006, in sostituzione del vecchio ospedale "Gemma De Bosis". La struttura è composta da cinque piani, con volumetria complessiva di 147.000 metri cubi e una dotazione di otto sale operatorie, un reparto di diagnostica per immagini e una capacità ricettiva di circa 300 posti letto. È dotato, inoltre, di eliporto per il trasporto d'urgenza di pazienti in altre strutture ospedaliere.
80º R.A.V. "Roma"
L'80º Reggimento addestramento volontari "Roma" è un reggimento dell'Esercito Italiano specializzato nella formazione professionale degli Allievi Sergenti provenienti dal personale di truppa in servizio permanente (Volontari in servizio permanente). Dipende dalla Scuola Sottufficiali dell'Esercito di Viterbo ed è inquadrato nella Scuola di Applicazione. Si compone di un comando di reggimento, una compagnia di supporto logistico e un battaglione addestrativo.

## Cultura
Quel monte a cui Cassino è ne la costa
fu frequentato già in su la cima
da la gente ingannata e mal disposta

e quel son io che sù vi portai prima
lo nome di colui che 'n terra addusse
la verità che tanto ci soblima.
Già florido centro in epoca romana, la fioritura culturale di Cassino si deve senz'altro alla spinta ricevuta dal monastero benedettino, che divenne un vero e proprio faro per la cultura europea in tutto il Medioevo. Tra le opere di maggior rilievo prodotte nel monastero, ricordiamo la Chronica sacri monasterii casinensis di Leone di Ostia e Pietro Diacono e la Historia Normannorum di Amato di Montecassino, maggiore opera storica sui Normanni nel Sud Italia. Nel Novecento diversi furono gli intellettuali, scrittori e poeti cassinati, che si distinsero nel panorama nazionale. Nuovo impulso è stato dato dall'istituzione dell'Università, con lo scopo di proseguire la tradizione umanistica e culturale portata avanti nei secoli dall'abbazia di Montecassino.

### Istruzione

#### Scuole
Oltre a numerose scuole dell'infanzia, primarie e secondarie di I grado, a Cassino hanno sede le principali scuole secondarie di II grado che ricevono studenti da tutto il basso frusinate e, quindi, anche da Campania e Molise.
Negli ultimi anni, contingente al nascente campus Folcara, si è venuto a creare un Polo Didattico che comprende l'Istituto Tecnico Industriale Statale ed il Liceo Scientifico.
Nel comune è attivo il progetto Piedibus che ha lo scopo di promuovere l'esercizio fisico nei bambini.

#### Università

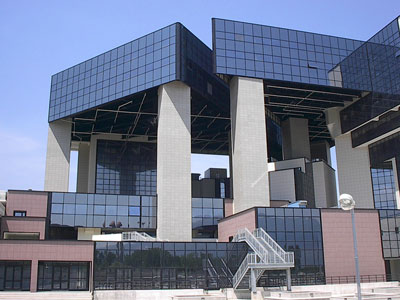
L'edificio universitario che ospita i dipartimenti di Economia e Giurisprudenza, Lettere e Filosofia e Scienze Umani, Sociali e della Salute

Dal 1979 a Cassino ha sede l'Università degli Studi di Cassino e del Lazio Meridionale. Rientra tra gli atenei di piccola dimensione con cinque dipartimenti e 6.983 iscritti provenienti, oltre che dal basso Lazio, anche da Campania, Molise e dall'estero.
In località Folcara è stata completata nel 2021 la costruzione della casa dello studente
Cassino ospita anche sedi distaccate dell'Università Sapienza di Roma e dell'Università di Roma Tor Vergata.

#### Musei

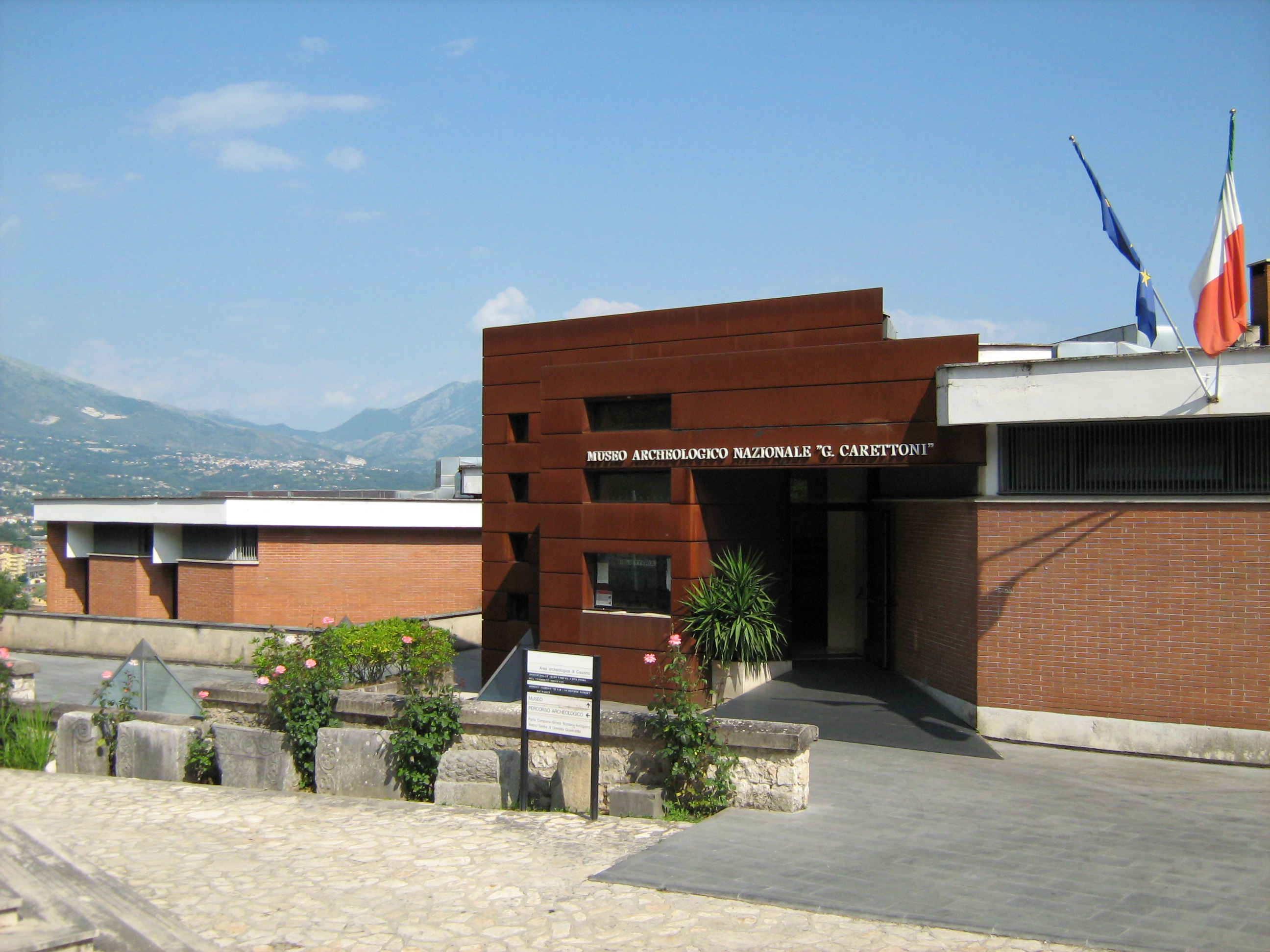
L'entrata del Museo archeologico nazionale "Gianfilippo Carettoni"

Museo archeologico nazionale "Gianfilippo Carettoni"
Il museo archeologico conserva al suo interno una serie di reperti che certificano il fatto che la zona del cassinate era abitata già nel periodo dell'età del ferro, ma anche oggetti appartenenti al periodo di espansione dell'Impero Romano. Tutti i reperti conservati sono stati ritrovati nel territorio cassinate. Il museo include anche una zona archeologica, in cui vi è la tomba di Ummidia Quadratilla e parte dell'antica via Latina e l'Anfiteatro Romano.
Museo Historiale di Cassino
È un museo del tutto innovativo nato nel sessantennale della battaglia di Montecassino con lo scopo di raccontare le vicende storiche che portarono Cassino a divenire centro cruciale della seconda guerra mondiale in Italia. È stato ideato e realizzato da Carlo Rambaldi. Al suo interno, sollecitazioni uditive e visive negli spazi tematici specificamente allestiti, puntavano a un pieno coinvolgimento del visitatore, rendendo la visita un'esperienza unica, attraente ed adatta ad ogni età. Il percorso scenografico ed artistico, che inoltre si adattava alla tipologia di visitatori, si snodava tra effetti speciali e multimediali, sistemi di proiezione su calchi, su schermi, teatri ottici ed aree internet per basi informative e di apprendimento, tanto da far apparire riduttiva la definizione dell'Historiale come semplice museo. Lo slogan dell'Historiale recitava, infatti: «è un museo, è una mostra, è un film [...] è un racconto di storia». L'Historiale ha chiuso dal 30 settembre 2017 quando, alla scadenza dell'appalto per la gestione del museo, il Comune non ha indetto nuove gare d'appalto e il museo è stato quindi chiuso. Dal 29 febbraio 2024 è stato nuovamente aperto.
CAMUSAC - Cassino Museo Arte Contemporanea
Inaugurato nell'ottobre 2013, il CAMUSAC - Cassino Museo Arte Contemporanea è situato su via Casilina Nord nei pressi della rotatoria su cui è presente la statua bronzea di San Benedetto. Al momento ospita oltre 250 opere d'arte contemporanea.
Museo dell'Abbazia
Situato all'interno dell'Abbazia di Montecassino.

#### Biblioteche

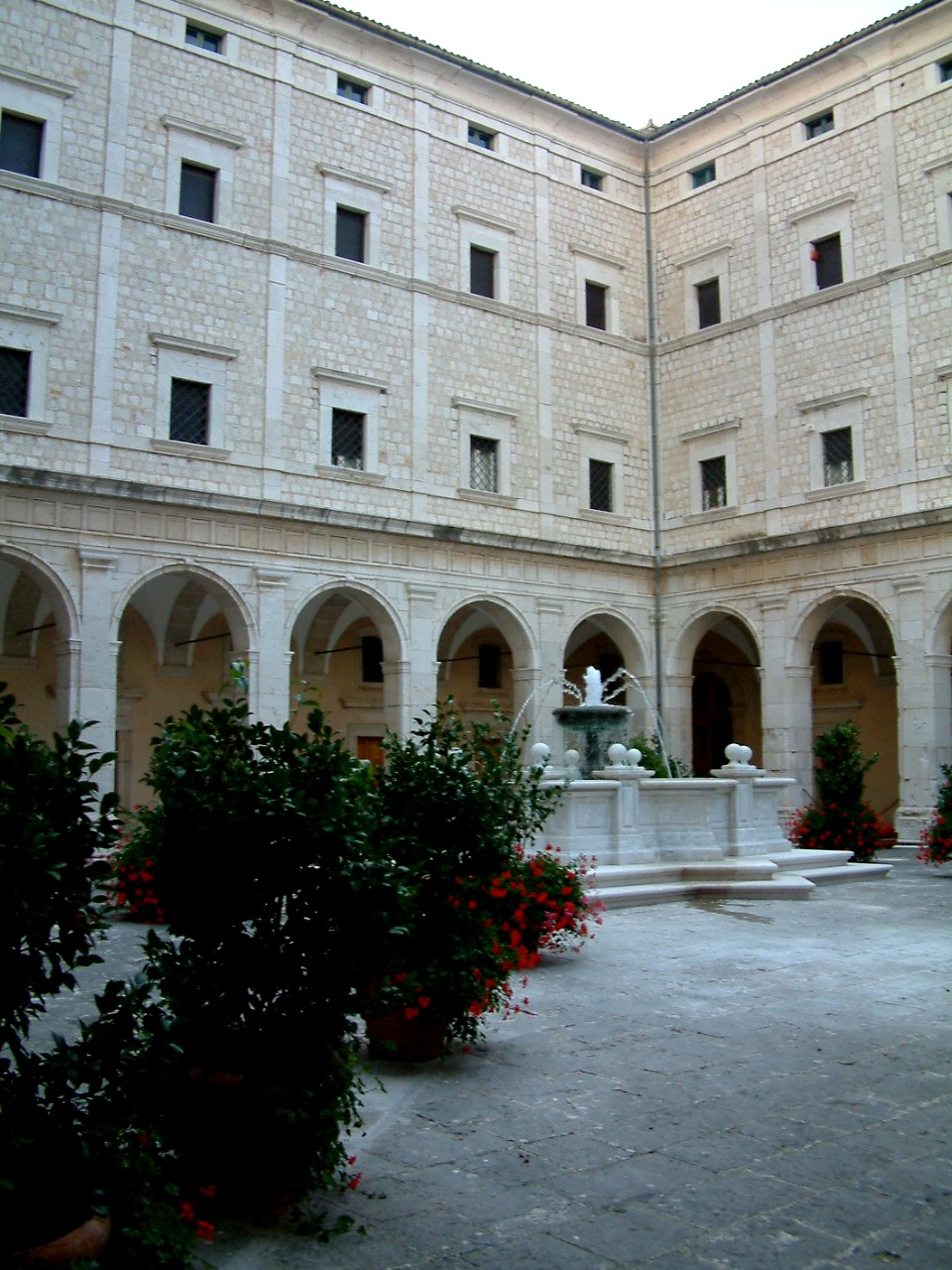
La biblioteca del monastero di Montecassino

- La biblioteca Monumento Nazionale di Montecassino, situata all'interno dell'abbazia, ospita un cospicuo patrimonio, per la maggior parte autoprodotto, costituito da 25.000 volumi antichi (di cui 198 Incunaboli e 3.000 Cinquecentine circa) ed 85.000 volumi moderni.[62] Sono conservati inoltre i Placiti cassinesi, primi documenti ufficiali in lingua volgare italiana.
- Biblioteca comunale “Pietro Malatesta” sita all’interno del Palazzo della Cultura ubicato su Corso della Repubblica, 273. La biblioteca Malatesta vanta un patrimonio di 23.300 elementi che include anche volumi dell’'800.[63]
- Biblioteche universitarie:
  - area giuridico-economica: si trova presso il Polo Folcara e contiene circa 30.000 volumi (monografie ed opere collettive) e oltre 350 abbonamenti a periodici italiani e stranieri. La biblioteca dispone di una sala di consultazione da 90 posti, dotata di postazioni di accesso a Internet per la consultazione del catalogo on line e delle risorse elettroniche.[64]
  - area ingegneristica: possiede oltre 6.000 volumi specifici per le discipline dell'ingegneria, oltre a quasi 200 abbonamenti a periodici e alla raccolta completa delle norme CEI e UNI. La biblioteca, che si trova al primo piano della Facoltà di Ingegneria, dispone di una sala di consultazione da 60 posti, dotata di postazioni di accesso a Internet per la consultazione del catalogo on line e delle risorse elettroniche.[65].
  - area umanistica: comprende circa 56.000 volumi e 600 riviste in abbonamento. La biblioteca (sita presso la sede di via Zamosch) dispone di una sala da 64 posti[66]

### Media

#### Stampa
- Frosinone Today
- L'Inchiesta[67]
- La Provincia
- Cassino Oggi
- Il punto a mezzogiorno[68]
- Ciociaria Oggi

#### Radio
- RadioCassino[69]
- Jolly FM

#### Emittenti televisive con sede in Cassino
Cassino, sin dagli anni '80, è stata sede di diverse emittenti televisive locali. Degne di nota sono le esperienze di Teleciociaria (poi divenuta Telecassino) di Michele Giordano e di Rgm Tv 45.
Da ricordare, inoltre, il gruppo televisivo composto da Intervideo e Telecittà riconducibile a Francesco Russo nonché il polo televisivo formato da Gari Tv e Frosinone Network, emittenti entrambe fondate da Freddy Geraci.
Mentre le altre emittenti televisive cassinati hanno cessato la propria attività, Gari Tv, oggi edita da una società romana, è ancora ricevibile sull’LCN 92.
Emittenti locali ricevibili a Cassino
- Teleuniverso
- Extra TV
- Lazio TV
- Gari Tv

### Teatro
Fino al 1943, Cassino disponeva del prestigioso Teatro Comunale Manzoni, che fu totalmente raso al suolo dai bombardamenti della seconda guerra mondiale, tanto che neanche le mura perimetrali sopravvissero. Nel dopoguerra fu realizzato, da parte di privati, il "Cinema Teatro Arcobaleno" (che è stato poi sede della biblioteca comunale dalla fine degli anni 2010), attivo dal 1950 fino agli inizi degli anni '80. Per più di 30 anni il territorio del cassinate ha subito la mancanza di un teatro comunale, inteso come luogo di crescita culturale e di aggregazione. Gli unici spettacoli teatrali venivano svolti nella stagione estiva presso il Teatro Romano, che in estate ha ospitato numerosi eventi (oggi è chiuso per inagibilità del luogo). Nel 2008, finalmente, la città ha potuto riavere il suo teatro comunale che è stato chiamato, simbolicamente, il Teatro Manzoni che è una sala polivalente. Sorge nella centralissima Piazza Diamare, attiguamente alla chiesa di Sant'Antonio. Ha una capienza di 700 posti a sedere e ospita numerosi eventi nel corso dell'anno, opere teatrali di prosa e liriche, commedie, spettacoli comici, concerti, saggi di danza e conferenze. Dal 2012 la sala polivalente funge anche da cinema.
A Cassino è presente inoltre la scuola di teatro del CUT (Centro Universitario Teatrale).

### Cinema
La città, come molte altre realtà italiane ed europee, ha subito la crisi delle sale cinematografiche dai primi anni '80. Negli anni '70 infatti, l'offerta era costituita da tre cinema: l'Arcobaleno, il più capiente, che fungeva anche da teatro; il Moderno, su Corso della Repubblica ed il Rapido, il più piccolo dei tre, ma l'unico a sopravvivere fino ai primi anni 2010. L'Arcobaleno negli anni '90 ha ospitato una galleria commerciale, dopodiché è divenuto per alcuni anni sede della biblioteca comunale “Pietro Malatesta” e di alcuni uffici del Tribunale. L'ex Moderno è proprietà della Banca Popolare Del Cassinate, che ha impiantato proprio lì l'agenzia centrale di Cassino. Come già accennato in precedenza, il solo Cinema Teatro Manzoni offre un solo film sul grande schermo.

#### Film girati a Cassino
- La vita ricomincia (1945), girato ed ambientato a Roma, tranne all'inizio, quando il protagonista da Napoli si reca a Roma, con alcune scene girate nella Cassino rasa al suolo dai bombardamenti alleati. Nel film, il camion che porta il protagonista nella Capitale, fa sosta proprio nella cittadina laziale, mostrando i danni arrecati dai bombardamenti. Si vedono chiaramente luoghi tipici di Cassino quali il Corso della Repubblica, l'Abbazia di Montecassino, la Rocca Janula ed il vecchio centro storico ad essa adiacente, tutti ridotti ad un cumulo di detriti e macerie.

### Cucina
Sebbene sia diffusa la credenza, tra i suoi stessi cittadini, che Cassino non abbia una sua tradizione culinaria, la cucina cassinate ha, invece, una tradizione secolare, non elaborata rispetto ai canoni della gastronomia contemporanea, ma generata da una etnologia sociale di tipo meridionale con inconfondibili tipicità indigene. La gastronomia tradizionale è legata ad un mondo contadino ormai scomparso, in cui si riusciva a trasformare i prodotti della terra in piatti semplici, ma inconfondibili.
Tra i primi piatti troviamo, così, fasulë e tagliarieglië (fagioli e taglierini), cicï e tagliarieglië (ceci e taglierini), spaghettï e vëruoccle (spaghetti e broccoli), pulentä cu gli pastardunï (polenta con i broccoli neri), pasta e cavulaffiorë (pasta e cavolfiore), zuppä rë pastardunï e baccalà (zuppa di broccoli neri e baccalà). Tra i secondi, vi sono le ciammaruchë alla cassinese (lumache alla cassinate), gl'abbuotö (l'abbuoto) (insaccato contenente coratella di agnello), la frittatä cu la curatellä (frittata con la coratella), gliu caprittö caciö e ovä (il capretto cacio e uova), gliu canisciunë alla cassinese (il canescione alla cassinate, una sfoglia ripiena di formaggio e salame), gliu canisciunë cu le ietë (sfoglia ripiena di bietole, olive nere, capperi, acciughe e peperoncino), gli cucuzzieglï a scapecë (le zucchine alla scapece). Infine, tra i dolci tipici, troviamo le susamelle (dei biscotti natalizi a forma di s noti in tutto il circondario), la pigna (tipica del periodo pasquale), la casata, la cicerchiata (con presenza di varianti che la rende più simile agli struffoli, tenendo conto anche del fatto che è usanza prepararla nel periodo natalizio), oltre alla pastiera (a Pasqua) e ai mostaccioli (a Natale).

## Geografia antropica

L'antico centro di Cassino ai piedi della Rocca Janula

### Urbanistica
Gli eventi del secondo conflitto mondiale hanno cancellato quasi ogni segno del suo antico passato. Fino all'unità d'Italia, la città si presentava come un tessuto compatto di origine medievale con tre porte nella cinta muraria: Porta Romana, Porta San Giovanni, Porta D'Abruzzo e due poli esterni rappresentati dalle Chiese di Sant'Antonio e del Carmine. Nel 1863 Cassino fu attraversata dalla ferrovia Roma-Napoli. In seguito al violento terremoto del 1915, la città, che era rimasta profondamente danneggiata, iniziò un profondo rinnovamento del suo tessuto urbano: i due edifici religiosi un tempo fuori dal centro urbano vennero inglobati e trasformati in poli aggregativi del nuovo tessuto secondo le direttrici di sviluppo tracciate dal Piano Regolatore del 1916, grazie al quale si arrivò alla saldatura tra il vecchio centro ed il nuovo polo della stazione per mezzo del viale della stazione, individuato come nuovo asse di sviluppo.

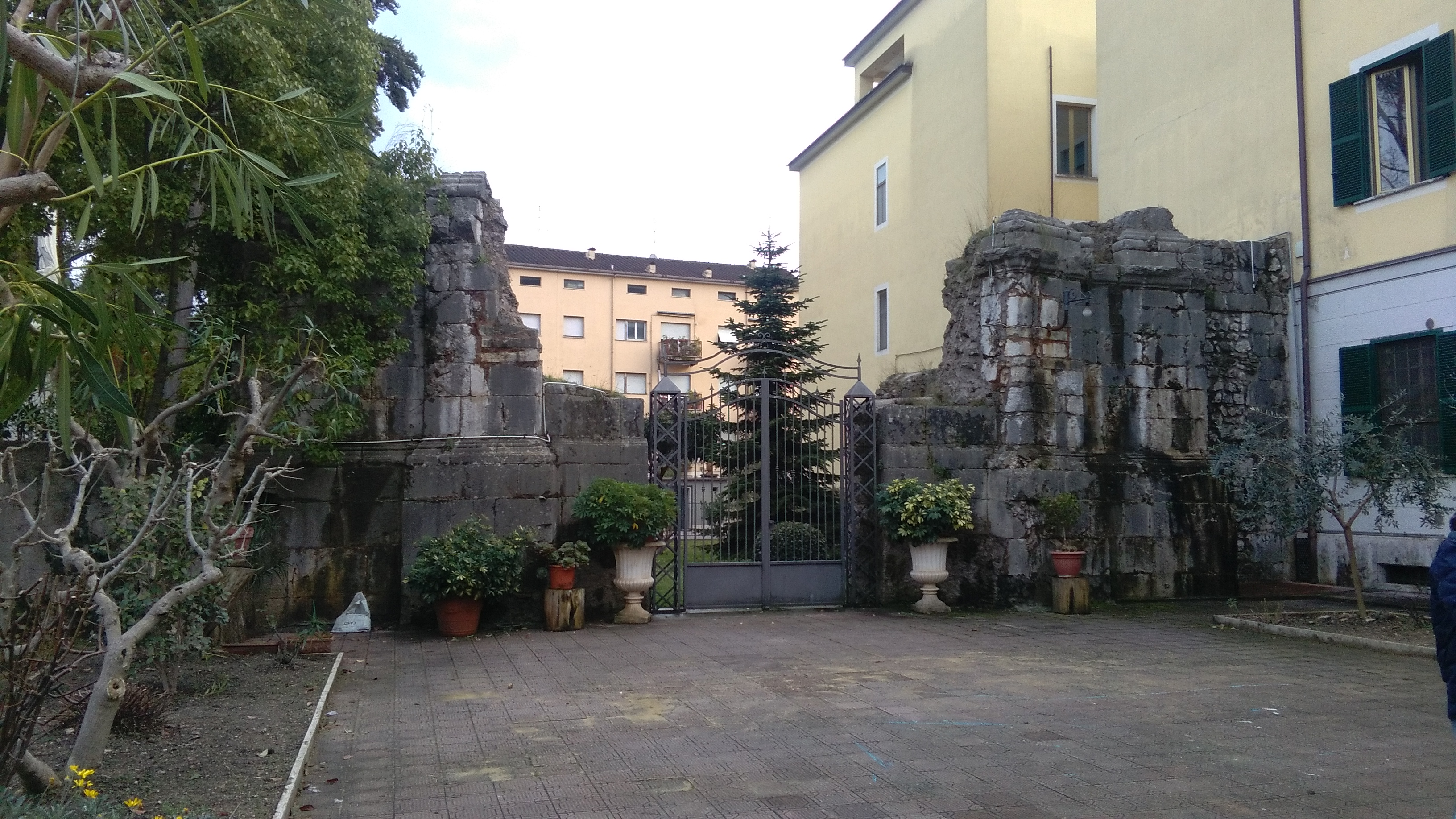
Rovine della chiesa del Carmine

Rasa completamente al suolo dai bombardamenti, Cassino è stata privata dei suoi edifici più significativi e delle stratificazioni storiche; senza più traccia della sua struttura urbana, nonché di memoria storica a causa della perdita della maggior parte delle fonti documentarie, la città iniziò faticosamente l'opera di ricostruzione durante la quale furono avanzate diverse proposte di Piani di Ricostruzione. Tuttavia, come avvenuto anche in altre zone d'Italia, sull'onda dell'emergenza si accettò la regola del "fatto compiuto", consentendo l'edificazione spontanea di edifici, spesso sulle macerie stesse degli edifici distrutti. L'elemento comune delle varie proposte di Piano, comunque, era l'abbandono dell'area medievale e il rispetto di alcune linee di sviluppo già individuate dal Piano Regolatore del 1916.
Nel 1946 venne approvato il Piano dell'architetto Giuseppe Nicolosi, in collaborazione con gli architetti Petrucci e Gatti, la cui realizzazione, però, tarderà dieci anni a causa di varianti e proroghe, dovute sia alle pressioni dei cittadini proprietari, sia per le scelte politiche dettate dall'emergenza di quegli anni. Di fatto, furono conservati i principali assi stradali, anche se ampliati e rettificati; alcuni edifici di culto furono riedificati pressappoco nel sito originario; sostanzialmente la nuova città fu strutturata secondo direttive di sviluppo a ridosso e perpendicolarmente all'asse stradale della Casilina, lungo la direttrice Roma-Napoli, considerando che la ferrovia, posta nella parte meridionale del nucleo urbano, costituiva di fatto una linea di confine al tessuto edilizio.

Cassino in piena ricostruzione. Sono ben visibili i due principali assi viari: Corso della Repubblica (a destra) e la Via Casilina (a sinistra che in città prende il nome di Via E. De Nicola)

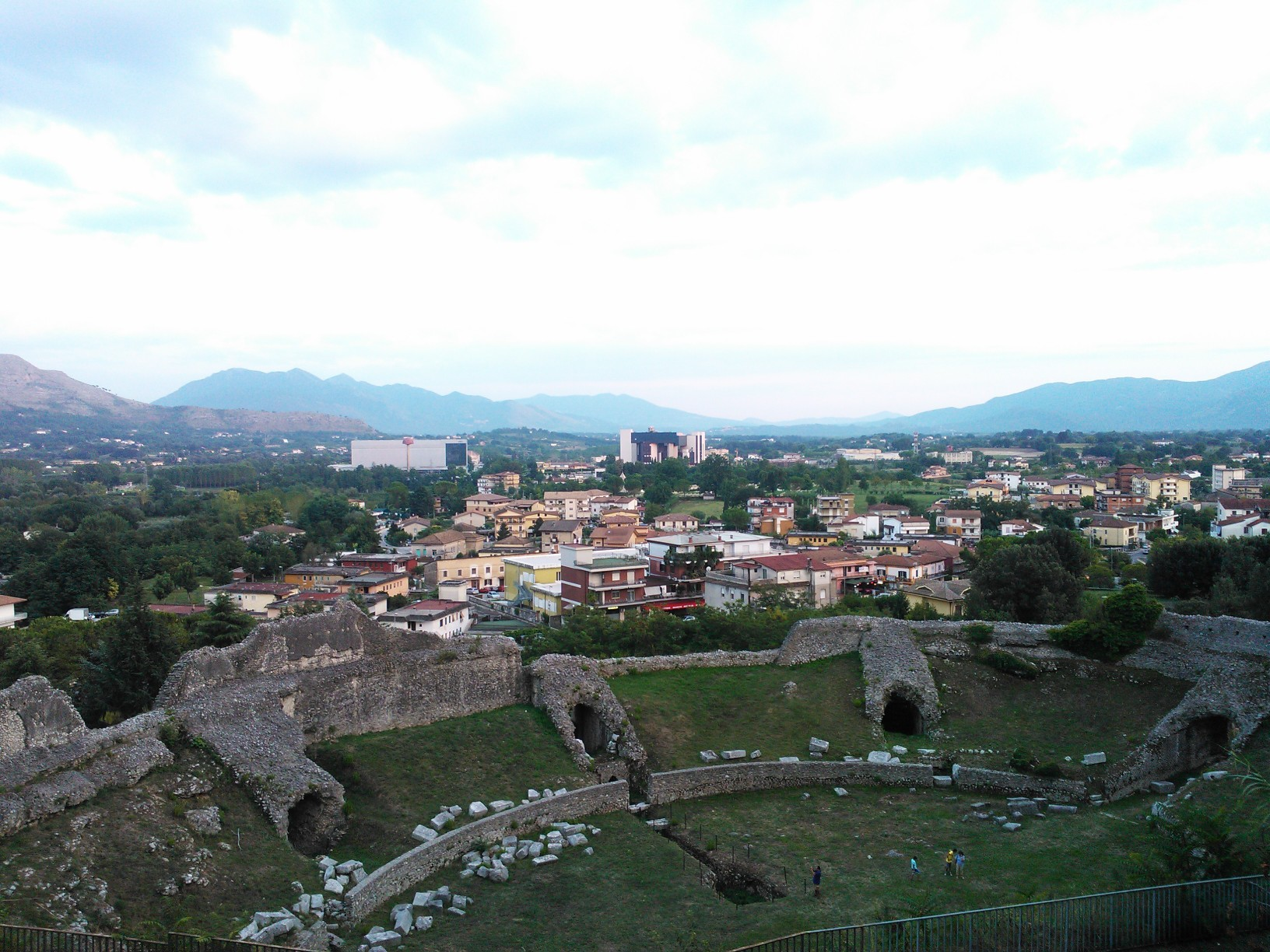
Il quartiere Colosseo visto dall'area archeologica. Sullo sfondo è visibile la località Folcara con il polo universitario e la cartiera di Cassino.

Oggi, a una vista superficiale, il centro di Cassino può risultare il prodotto di un unico periodo storico, quello della ricostruzione post-bellica. Tuttavia, da un'analisi più attenta, si possono identificare due fasi distinte: quella della ricostruzione vera e propria degli anni '40 e '50 (di cui sono emblematici alcuni esempi di edilizia convenzionata nonché di rilievo architettonico, come l'edificio INA-Casa di Corso della Repubblica, progettato dallo stesso Nicolosi ed esempio di architettura razionale) e quella della crescita economica, dagli anni '60, governata spesso dalla logica, solo economica, dell'investimento e del profitto e che ha portato ad una crescita disordinata e a un eccessivo consumo del suolo.

### Suddivisioni storiche, quartieri, rioni, località, contrade, frazioni
- Antridonati, Caira, Capodacqua, Casilina Nord, Casilina Sud, Cavalle, Cappella Morrone, Carmine, Cerro Tartari, Cesa Martino, Cocciuto, Colle Canne, Collecedro, Colosseo, Costa, De Biasio, Faio, Falasca, Ferrovieri, Filieri, Folcara, Fontana Livia-Solfegna, Fontanarosa, Fossa dei Serpenti, Gargano Ricci, Giunture, Malfa, Mandrine, Mastronardi, Monacato, Monaci, Monte, Montecassino, Montemaggio, Monterotondo, Monticello, Palumbo, Panaccioni, Peola, Perdesini, Pietà, Ponte, Ponte Marozzo, Quinto Ponte, Sacra Famiglia-Stazione, San Bartolomeo, San Cesareo, San Domenico, San Giovanni-Vetiche, San Marco, San Michele, San Nicola, San Pasquale, San Silvestro-Chiesa Madre, Sant'Antonio-Via Arigni, Selvone, Selvotta, Sferracavalli, Sant'Angelo in Theodice, Sant'Antonino, Sinagoga, Tre Pompe, Vaglie, Viale Dante-Via Virgilio, Via Pascoli-Via D'Annunzio.[78][79][80][81][82][83]

## Economia
L'economia cittadina si basa prevalentemente sull'industria e sul terziario.
Una grande spinta all'industrializzazione del territorio fu data dallo stabilimento Stellantis di Cassino, situato nel comune di Piedimonte San Germano, dallo stabilimento della svedese SKF alle cartiere di Cassino e di Villa Santa Lucia ad altri impianti concentrati maggiormente nell'Area Industriale di Cassino-Villa Santa Lucia-Piedimonte San Germano. Nell'area industriale si è insediato negli ultimi anni il Co.S.I.La.M. (Consorzio per lo sviluppo industriale del Lazio Meridionale) nato con lo scopo di favorire gli investimenti nel territorio del Cassinate.
Di fondamentale importanza nell'economia cittadina sono il Tribunale di Cassino e l'Università degli Studi di Cassino e del Lazio Meridionale, che garantiscono l'afflusso in città di migliaia di persone. L'università in particolare, offre grandi potenzialità alle imprese locali e al territorio, sia per la possibilità di reclutamento di figure professionali specialistiche, ma anche per l'acquisizione di consulenze qualificate. Molto importante per l'economia cittadina è il mercato settimanale che si svolge il sabato mattina in Piazzale Miranda e in alcune vie del centro e che richiama migliaia di persone da tutto il cassinate.
Di seguito la tabella storica elaborata dall'Istat a tema "Unità locali", intesa come numero di imprese attive ed addetti, intesi come numero di addetti delle imprese locali attive (valori medi annui).
|           | 2022                  |                              | 2015                  |                              |                            |                |                       |                     | 2014                  |                | 2013                  |                |
| --------- | --------------------- | ---------------------------- | --------------------- | ---------------------------- | -------------------------- | -------------- | --------------------- | ------------------- | --------------------- | -------------- | --------------------- | -------------- |
|           | Numero imprese attive | % Provinciale imprese attive | Numero imprese attive | % Provinciale Imprese attive | % Regionale Imprese attive | Numero addetti | % Provinciale Addetti | % Regionale Addetti | Numero imprese attive | Numero addetti | Numero imprese attive | Numero addetti |
| Cassino   | 4.773                 | 8,53%                        | 3.266                 | 9,72%                        | 0,72%                      | 10.251         | 9,62%                 | 0,67%               | 3.252                 | 10.195         | 3.308                 | 10.479         |
| Frosinone | 55.975                |                              | 33.605                |                              | 7,38%                      | 106.578        |                       | 6,92%               | 34.015                | 107.546        | 35.081                | 111.529        |
| Lazio     |                       |                              | 455.591               |                              |                            | 1.539.359      |                       |                     | 457.686               | 1.510.459      | 464.094               | 1.525.471      |

Nel 2015 le 3.266 imprese operanti nel territorio comunale, che rappresentavano il 9,72% del totale provinciale (33.605 imprese attive), hanno occupato 10.251 addetti, il 9,62% del dato provinciale; in media, ogni impresa nel 2015 ha occupato poco più di tre addetti (3,14).
Nel 2022 le 4.773 imprese attive rappresentano l’8,53% del totale provinciale.

### Turismo
Cassino è soggetta in prevalenza a turismo religioso e della memoria. Le mete più gettonate per i turisti che arrivano nella Città Martire risultano essere l'Abbazia, l'Historiale e i cimiteri di guerra, luoghi dal forte potere attrattivo per il loro valore simbolico-sacrale. In particolare l'Abbazia di Montecassino nel periodo 1996-2010 è stata visitata in media da circa 570.000 visitatori all'anno, confermandosi come uno dei luoghi di maggior afflusso turistico del Lazio al di fuori di Roma. Nel complesso, tuttavia, nonostante le grandi potenzialità di Cassino e del territorio cassinate, il turismo è una risorsa ancora poco sfruttata a livello economico. Cassino, infatti, è meta per lo più di flussi escursionistici giornalieri, che spesso non sono integrati con il sistema economico locale e, quindi, arrecano pochi benefici all'economia cittadina.

## Infrastrutture e trasporti
La città di Cassino rappresenta, geograficamente e storicamente, un importante snodo viario e ferroviario, crocevia tra le regioni Lazio, Abruzzo, Molise e Campania.

### Strade
La città è servita dall'omonimo casello posto lungo l'autostrada A1 Milano-Napoli ed è attraversata dalla S.S.6 Casilina e dalla S.S.V. SS 509 Sora-Cassino-Formia, che collega la città con il litorale tirrenico e con Avezzano in Abruzzo.

### Ferrovie
Il comune di Cassino si trova sulla tratta ferroviaria Roma-Cassino-Napoli ed è collegata, inoltre, all'Abruzzo tramite la tratta Roccasecca-Avezzano.
La città è servita da due stazioni:

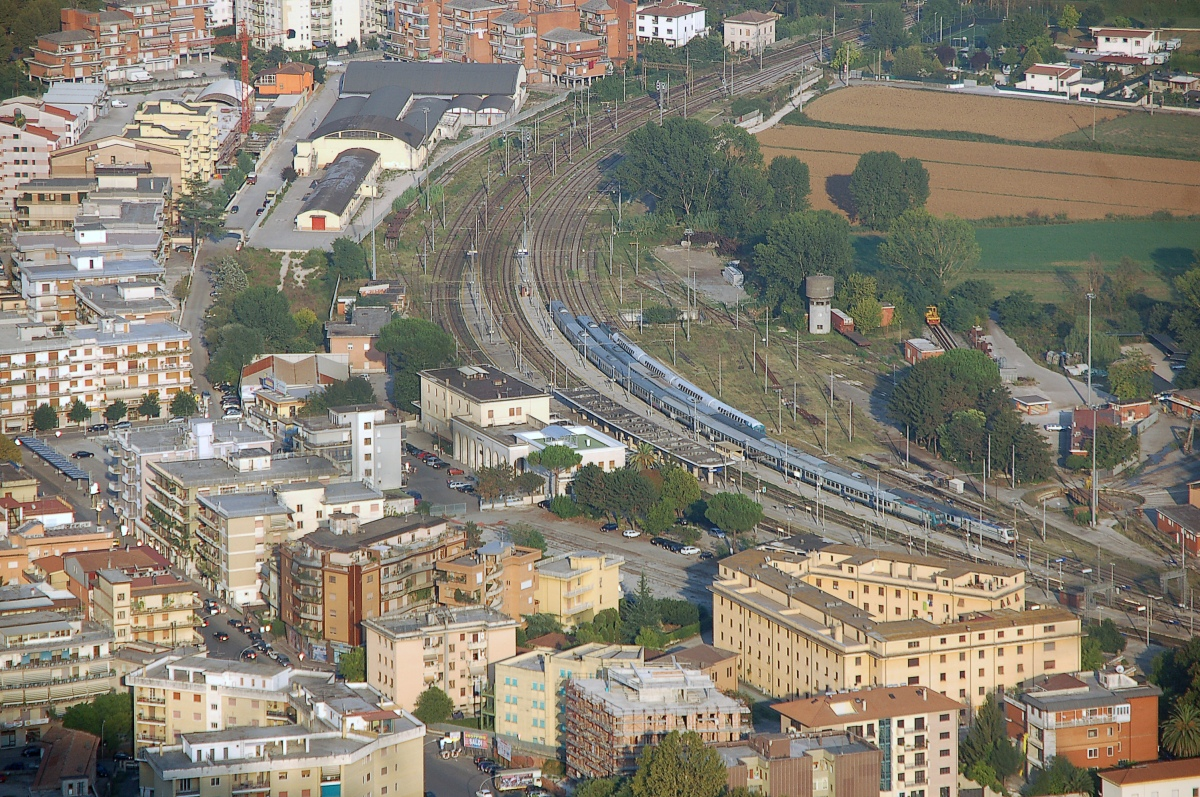
Veduta aerea della stazione

- Stazione di Cassino, situata nel centro urbano in Piazza Garibaldi;
- Stazione di Fontanarosa-Cervaro, localizzata in una zona della frazione di Sant'Angelo in Theodice al confine comunale tra Cassino e Cervaro denominata "Fontanarosa".

### Mobilità urbana
Il trasporto urbano e interurbano di Cassino è assicurato da autoservizi gestiti da Cotral e CLP. Il servizio pubblico all'interno del comune è in concessione alle aziende Magni e Mastrantoni.
Fra il 1930 e il 1943 era attiva la funivia per Montecassino, distrutta durante la seconda guerra mondiale.

## Amministrazione

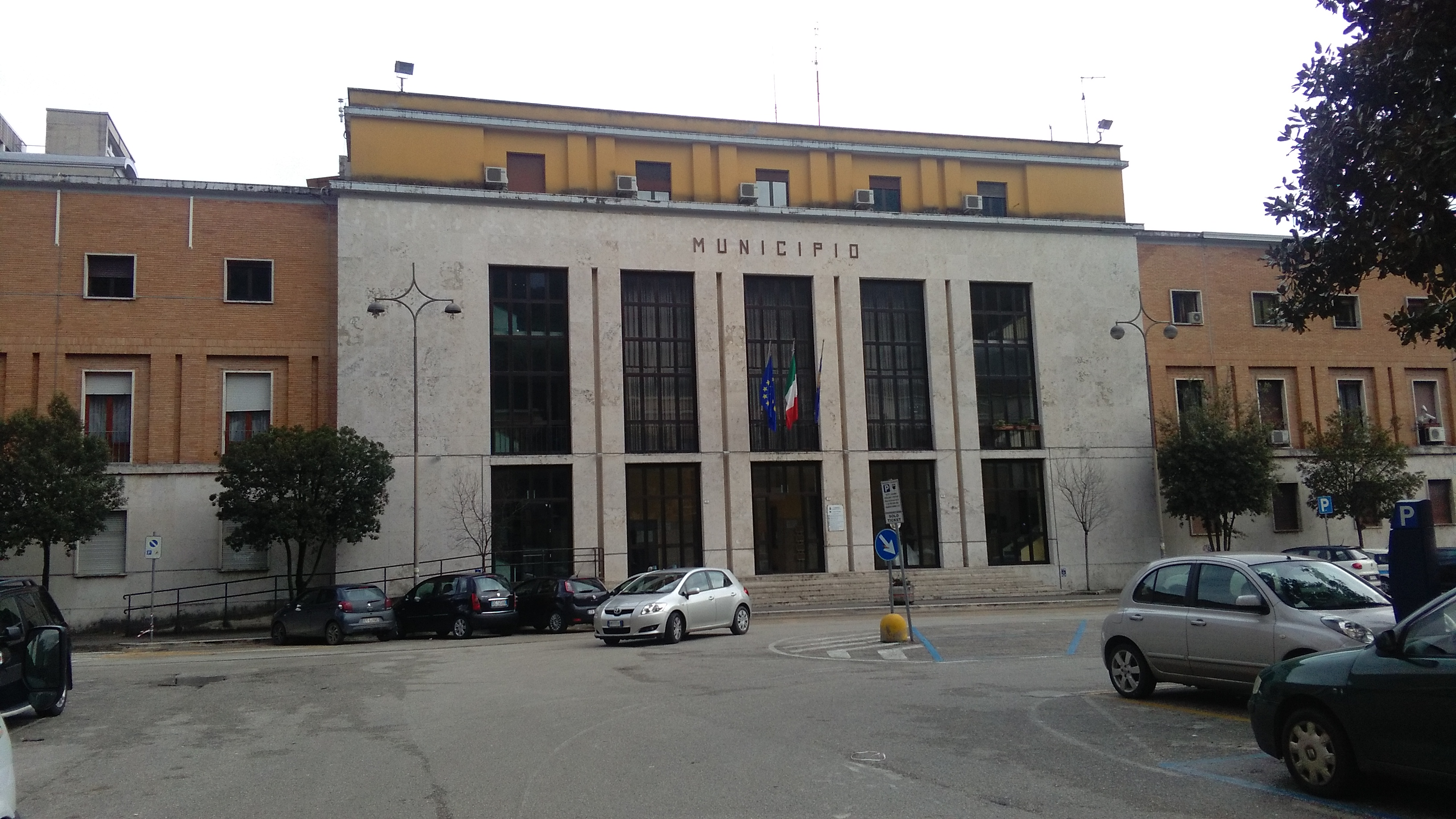
Il municipio

Nel 1927, a seguito del riordino delle circoscrizioni provinciali stabilito dal regio decreto n. 1 del 2 gennaio 1927, per volontà del governo fascista, quando venne istituita la provincia di Frosinone, Cassino passò dalla provincia di Terra di lavoro a quella di Frosinone.
Tra il 1956 ed il 2006 sono state presentate ben dieci proposte di legge per far sì che Cassino diventasse il capoluogo di una nuova provincia: le proposte parlamentari sono state presentate dagli on.li Nicola Angelucci (1956); Angelo Picano (1984); Alfonso Pecoraro Scanio (1996), Lucio Testa (1997), Bruno Magliocchetti (1997) (queste ultime supportate dalla nascita nel 1999 del MASL, Movimento Autonomista Sud Lazio), Oreste Tofani (2004), La Starza-Conte (2004) e, infine, dall'on.le Anna Teresa Formisano (2006); le iniziative a livello regionale sono state prese dal consigliere Gentile (1993) e dai consiglieri Vitelli-Collepardi (1998).
Il 20 giugno 2016 Carlo Maria D'Alessandro (centrodestra) viene eletto per la prima volta Sindaco del comune di Cassino dopo il ballottaggio con il candidato del centrosinistra, nonché Sindaco uscente, Giuseppe Golini Petrarcone (centrosinistra). Il 22 febbraio 2019 D'Alessandro lascia il suo incarico al commissario prefettizio Benedetto Basile, dopo la caduta della giunta comunale. Il 9 giugno si tiene il ballottaggio tra Enzo Salera (PD) e Mario Abbruzzese (Forza Italia), in seguito alle elezioni del 26 maggio, con la vittoria del candidato del centrosinistra. Salera sarà rieletto cinque anni dopo al primo turno.

### Gemellaggi
- Zehlendorf, dal 1969[91]
- Zamość, dal 1969[91]
- Falaise, dal 1974[91]
- Tychy, dal 1977[91]
- Uzice, dal 1981[91]
- North York, dal 1987[91]
- Karlovy Vary, dal 1991[91]
- Ortona, dal 1991[91]
- Casino, dal 1997[91]
- Cavarzere, dal 1998[91]
- Senglea, dal 2003[92]
- Leno, dal 2005[senza fonte]

## Sport

### Atletica leggera
- Atletica Cassino.[93]

### Basket
- Virtus TSB Cassino che, nell'anno 2022-2023, milita nel campionato maschile di Serie B.[94]
- A.D. Basket Cassino che, nell'anno 2022-2023, milita nel campionato maschile di Serie C.[95]

### Calcio
- Cassino Calcio 1924 (colori sociali Bianco Azzurro) che, nell'anno 2024-2025, milita nel campionato maschile di Serie D.[96]
- A.S.D. Real Cassino (colori sociali Bianco Verde) che, nell'anno 2022-2023, milita nel campionato maschile di Promozione.[97]

### Pallavolo
- A.S.D. Cassino Volley, rappresentativa di pallavolo maschile militante in Serie D.

### Tennis
- ASD Tennis Cassino
- New Tennis Sporting Club

### Altri sport
Dal 1976 Cassino, è sede di manifestazioni di rally.
Il 15 maggio 2014 Cassino ha ospitato l'arrivo della 6ª tappa del 97º Giro d'Italia, Sassano - Montecassino, inoltre fu la partenza della 6ª tappa del Giro d'Italia 2019 con arrivo a San Giovanni Rotondo.
Nel 2013 la città ha ospitato la 77ª edizione dei Campionati Nazionali Universitari, organizzati dal CUS Cassino.
Nel 2016 si sono tenuti invece i Campionati Mondiali Universitari di Corsa Campestre, organizzati dal CUS Cassino.

### Impianti sportivi
In una Cassino in piena ricostruzione fu inaugurato, nel 1967, un centro sportivo che sorge su un'area di 5 ettari all'altezza dell'incrocio tra via Appia Nuova e via Casilina Sud. Il centro, in origine, comprendeva un campo sportivo con pista d'atletica ed un palazzetto dello sport. Successivamente si sono aggiunti, nell'area circostante, due campi da calcio regolamentari per le giovanili calcistiche, uno in erba ed uno in terra battuta, diversi campi da tennis di cui uno coperto ed un altro campo adibito alla pratica del tiro con l'arco. La piscina comunale, nei pressi dello stadio, non è mai stata completata. Nel complesso, la città di Cassino, soffre la mancanza di impianti sportivi comunali adeguati ai canoni odierni. Di seguito sono elencati i principali impianti sportivi comunali:
- Stadio "Gino Salveti", situato nel centro sportivo, ha una capienza di 4100 posti a sedere.
- Palazzetto dello Sport, situato nel centro sportivo, ha una capacità di circa 1000 spettatori.
- Stadio quartiere Colosseo, ha una capacità di circa 800 posti a sedere.
- Campo sportivo "Franco Nappa", situato nel quartiere San Bartolomeo.
- Campo sportivo "San Basilio", nella frazione Caira.
- Campo sportivo "Giampaolo Fazio", nella frazione Sant'Angelo in Theodice.
- Campo sportivo "Collecedro", nell'omonima località della frazione Sant'Angelo in Theodice.